# 2019-es IIHF jégkorong-világbajnokság
A 2019-es IIHF jégkorong-világbajnokságot 2019. május 10. és 26. között rendezték Szlovákiában, amely önállósága során másodszor ad otthont jégkorong-világbajnokságnak. A tornát Finnország nyerte, története során harmadik alkalommal.

## Rendező
A Nemzetközi Jégkorongszövetség 2015. május 15-én ítélte oda a rendezés jogát.

## Játékvezetők
A világbajnokságon résztvevő játékvezetők listáját 2019. március 1-jén hozták nyilvánosságra. A korábbi világbajnokságoktól eltérően a hosszabbítás alatt minden meccsen 3 a 3 ellen játszottak a csapatok, és a döntőben nem került sor szétlövésre, a játék 20 perces harmadokkal folytatódott a győztes gólig.

## Helyszínek
A világbajnokságnak 2011-hez hasonlóan két helyszíne volt, Pozsony és Kassa.
| Ondrej Nepela Jégcsarnok                                            | Steel Aréna                                                       |
| é. sz. 48° 08′ 38″, k. h. 17° 06′ 35″48.143889°N 17.109722°EPozsony | é. sz. 48° 43′ 16″, k. h. 21° 15′ 27″48.721111°N 21.257500°EKassa |
| Férőhely: 10 055                                                    | Férőhely: 8378                                                    |
|                                                                     |                                                                   |

## Résztvevők
A világbajnokságon az alábbi 16 válogatott vett részt.
| Európa - Szlovákia† - Ausztria* - Csehország* - Dánia* - Finnország* - Franciaország* - Lettország* - Nagy-Britannia^ - Németország* - Norvégia* - Olaszország^ - Oroszország* - Svájc* - Svédország* | Észak-Amerika - Egyesült Államok* - Kanada* |

† = Rendező
* = A 2018-as IIHF jégkorong-világbajnokság első 14 helyének valamelyikén végzett.
^ = A 2018-as IIHF divízió I-es jégkorong-világbajnokság feljutói

## Kiemelés
A kiemelés és a csoportbeosztás a 2018-as IIHF-világranglistán alapult. 2018. május 22-én a szervezők bejelentették, hogy Szlovákia és Norvégia helyet cserélnek, hogy a szlovák válogatott Kassán játszhasson, eleget téve a helyi szurkolók kérésének. A csapatok után zárójelben a világranglista-helyezés olvasható.
| A csoport (Kassa) - Kanada (1) - Egyesült Államok (4) - Finnország (5) - Németország (8) - Szlovákia (10) - Dánia (12) - Franciaország (13) - Nagy-Britannia (22) | B csoport - Svédország (2) - Oroszország (3) - Csehország (6) - Svájc (7) - Norvégia (9) - Lettország (11) - Ausztria (17) - Olaszország (19) |

## Csoportkör

### A csoport
| Hely. | Csapat            | M | Gy | HGy | HV | V | G+ | G– | Gk  | P  | Továbbjutás vagy kiesés                    |
| ----- | ----------------- | - | -- | --- | -- | - | -- | -- | --- | -- | ------------------------------------------ |
| 1.    | Kanada            | 7 | 6  | 0   | 0  | 1 | 36 | 11 | +25 | 18 | Továbbjutott az egyenes kieséses szakaszba |
| 2.    | Finnország        | 7 | 5  | 0   | 1  | 1 | 22 | 11 | +11 | 16 | Továbbjutott az egyenes kieséses szakaszba |
| 3.    | Németország       | 7 | 5  | 0   | 0  | 2 | 18 | 18 | 0   | 15 | Továbbjutott az egyenes kieséses szakaszba |
| 4.    | Egyesült Államok  | 7 | 4  | 1   | 0  | 2 | 27 | 15 | +12 | 14 | Továbbjutott az egyenes kieséses szakaszba |
| 5.    | Szlovákia (R)     | 7 | 3  | 1   | 0  | 3 | 28 | 19 | +9  | 11 |                                            |
| 6.    | Dánia             | 7 | 1  | 1   | 1  | 4 | 18 | 23 | −5  | 6  |                                            |
| 7.    | Nagy-Britannia    | 7 | 0  | 1   | 0  | 6 | 9  | 41 | −32 | 2  |                                            |
| 8.    | Franciaország (K) | 7 | 0  | 0   | 2  | 5 | 14 | 34 | −20 | 2  | Kiesett a divízió I A-ba                   |

1. 1 2  Franciaország 3–4 (h.u.) Nagy-Britannia

| 2019. május 10. 16:15 | Finnország | 3–1 (1–1, 0–0, 2–0) | Kanada | Steel Aréna, Kassa Nézőszám: 6764 |

| Jegyzőkönyv | Jegyzőkönyv | Jegyzőkönyv                                 | Jegyzőkönyv | Jegyzőkönyv                                                                  |
| --- | ----------- | ------------------------------------------- | ----------- | ---------------------------------------------------------------------------- |
| |             | Kapusok                                     | Matt Murray | Játékvezetők: Tobias Bjork Jan Hribik Vonalbírók: Brian Oliver Jiří Ondráček |
| \| Kakko (Rajala, Ilomäki) – 06:47 \| 1–0 \| \| \| \| 1–1 \| 08:03 – Marchessault (Stone, Theodore) (PP) \| \| Ilomäki (Rajala, Lehtonen) (PP) – 42:36 \| 2–1 \| \| \| Kakko (EN) – 59:26 \| 3–1 \| \| |             |                                             |             | Játékvezetők: Tobias Bjork Jan Hribik Vonalbírók: Brian Oliver Jiří Ondráček |
| 2 perc | Büntetések  | 4 perc                                      |             | Játékvezetők: Tobias Bjork Jan Hribik Vonalbírók: Brian Oliver Jiří Ondráček |
| 27 | Lövések     | 21                                          |             | Játékvezetők: Tobias Bjork Jan Hribik Vonalbírók: Brian Oliver Jiří Ondráček |
| Kakko (Rajala, Ilomäki) – 06:47 | 1–0         |                                             |             | Játékvezetők: Tobias Bjork Jan Hribik Vonalbírók: Brian Oliver Jiří Ondráček |
| | 1–1         | 08:03 – Marchessault (Stone, Theodore) (PP) |             | Játékvezetők: Tobias Bjork Jan Hribik Vonalbírók: Brian Oliver Jiří Ondráček |
| Ilomäki (Rajala, Lehtonen) (PP) – 42:36 | 2–1         |                                             |             | Játékvezetők: Tobias Bjork Jan Hribik Vonalbírók: Brian Oliver Jiří Ondráček |
| Kakko (EN) – 59:26 | 3–1         |                                             |             |                                                                              |

| 2019. május 10. 20:15 | Egyesült Államok | 1–4 (1–1, 0–2, 0–1) | Szlovákia | Steel Aréna, Kassa Nézőszám: 7430 |

| Jegyzőkönyv | Jegyzőkönyv    | Jegyzőkönyv                   | Jegyzőkönyv  | Jegyzőkönyv                                                                             |
| --- | -------------- | ----------------------------- | ------------ | --------------------------------------------------------------------------------------- |
| | Cory Schneider | Kapusok                       | Patrik Rybár | Játékvezetők: Oliver Gouin Jevgenyij Romasko Vonalbírók: Gleb Lazarev Andreas Malmqvist |
| \| \| 0–1 \| 04:02 – Sukeľ (Studenič) \| \| DeBrincat (Kane, Eichel) (PP) – 12:05 \| 1–1 \| \| \| \| 1–2 \| 21:52 – Černák (Sekera) (PP2) \| \| \| 1–3 \| 24:58 – Tatar (Pánik) \| \| \| 1–4 \| 55:54 – Krištof (Marinčin) \| |                |                               |              | Játékvezetők: Oliver Gouin Jevgenyij Romasko Vonalbírók: Gleb Lazarev Andreas Malmqvist |
| 4 perc | Büntetések     | 4 perc                        |              | Játékvezetők: Oliver Gouin Jevgenyij Romasko Vonalbírók: Gleb Lazarev Andreas Malmqvist |
| 26 | Lövések        | 36                            |              | Játékvezetők: Oliver Gouin Jevgenyij Romasko Vonalbírók: Gleb Lazarev Andreas Malmqvist |
| | 0–1            | 04:02 – Sukeľ (Studenič)      |              | Játékvezetők: Oliver Gouin Jevgenyij Romasko Vonalbírók: Gleb Lazarev Andreas Malmqvist |
| DeBrincat (Kane, Eichel) (PP) – 12:05 | 1–1            |                               |              | Játékvezetők: Oliver Gouin Jevgenyij Romasko Vonalbírók: Gleb Lazarev Andreas Malmqvist |
| | 1–2            | 21:52 – Černák (Sekera) (PP2) |              | Játékvezetők: Oliver Gouin Jevgenyij Romasko Vonalbírók: Gleb Lazarev Andreas Malmqvist |
| | 1–3            | 24:58 – Tatar (Pánik)         |              |                                                                                         |
| | 1–4            | 55:54 – Krištof (Marinčin)    |              |                                                                                         |

| 2019. május 11. 12:15 | Dánia | 5–4 (sz.) (2–1, 1–3, 1–0) (h.u.: 0–0) (sz.: 1–0) | Franciaország | Steel Aréna, Kassa Nézőszám: 6190 |

| Jegyzőkönyv | Jegyzőkönyv    | Jegyzőkönyv                                      | Jegyzőkönyv   | Jegyzőkönyv                                                                        |
| --- | -------------- | ------------------------------------------------ | ------------- | ---------------------------------------------------------------------------------- |
| | Sebastian Dahm | Kapusok                                          | Florian Hardy | Játékvezetők: Aleksi Rantala Jeremy Tufts Vonalbírók: Dmitrij Goljak Jiří Ondráček |
| \| \| 0–1 \| 08:55 – Bertrand (Claireaux, Hecquefeuille) (PP) \| \| Storm – 19:06 \| 1–1 \| \| \| Lauridsen (Storm, Jensen) (PP) – 19:56 \| 2–1 \| \| \| \| 2–2 \| 24:08 – Dame-Malka \| \| \| 2–3 \| 32:21 – Fleury (Bozon, Hecquefeuille) \| \| \| 2–4 \| 33:55 – Claireaux (Rech, Bozon) (PP) \| \| Eller (Bødker) – 35:29 \| 3–4 \| \| \| Jensen (N. Jensen, Meyer) – 46:34 \| 4–4 \| \| |                |                                                  |               | Játékvezetők: Aleksi Rantala Jeremy Tufts Vonalbírók: Dmitrij Goljak Jiří Ondráček |
| Eller N. Jensen Bødker Storm | Szétlövés      | Texier Bertrand Rech Treille Fleury              |               | Játékvezetők: Aleksi Rantala Jeremy Tufts Vonalbírók: Dmitrij Goljak Jiří Ondráček |
| 8 perc | Büntetések     | 8 perc                                           |               | Játékvezetők: Aleksi Rantala Jeremy Tufts Vonalbírók: Dmitrij Goljak Jiří Ondráček |
| 39 | Lövések        | 28                                               |               | Játékvezetők: Aleksi Rantala Jeremy Tufts Vonalbírók: Dmitrij Goljak Jiří Ondráček |
| | 0–1            | 08:55 – Bertrand (Claireaux, Hecquefeuille) (PP) |               | Játékvezetők: Aleksi Rantala Jeremy Tufts Vonalbírók: Dmitrij Goljak Jiří Ondráček |
| Storm – 19:06 | 1–1            |                                                  |               | Játékvezetők: Aleksi Rantala Jeremy Tufts Vonalbírók: Dmitrij Goljak Jiří Ondráček |
| Lauridsen (Storm, Jensen) (PP) – 19:56 | 2–1            |                                                  |               |                                                                                    |
| | 2–2            | 24:08 – Dame-Malka                               |               |                                                                                    |
| | 2–3            | 32:21 – Fleury (Bozon, Hecquefeuille)            |               |                                                                                    |
| | 2–4            | 33:55 – Claireaux (Rech, Bozon) (PP)             |               |                                                                                    |
| Eller (Bødker) – 35:29 | 3–4            |                                                  |               |                                                                                    |
| Jensen (N. Jensen, Meyer) – 46:34 | 4–4            |                                                  |               |                                                                                    |

| 2019. május 11. 16:15 | Németország | 3–1 (0–0, 1–0, 2–1) | Nagy-Britannia | Steel Aréna, Kassa Nézőszám: 6866 |

| Jegyzőkönyv | Jegyzőkönyv          | Jegyzőkönyv     | Jegyzőkönyv | Jegyzőkönyv                                                                          |
| --- | -------------------- | --------------- | ----------- | ------------------------------------------------------------------------------------ |
| | Mathias Niederberger | Kapusok         | Ben Bowns   | Játékvezetők: Oliver Gouin Jan Hribik Vonalbírók: Andreas Malmqvist Lauri Nikulainen |
| \| Seider (Seidenberg) – 39:21 \| 1–0 \| \| \| \| 1–1 \| 43:36 – Hammond \| \| Ehliz (Plachta) (PP) – 50:39 \| 2–1 \| \| \| Draisaitl (Plachta, Eisenschmid) – 52:03 \| 3–1 \| \| |                      |                 |             | Játékvezetők: Oliver Gouin Jan Hribik Vonalbírók: Andreas Malmqvist Lauri Nikulainen |
| 2 perc | Büntetések           | 4 perc          |             | Játékvezetők: Oliver Gouin Jan Hribik Vonalbírók: Andreas Malmqvist Lauri Nikulainen |
| 35 | Lövések              | 17              |             | Játékvezetők: Oliver Gouin Jan Hribik Vonalbírók: Andreas Malmqvist Lauri Nikulainen |
| Seider (Seidenberg) – 39:21 | 1–0                  |                 |             | Játékvezetők: Oliver Gouin Jan Hribik Vonalbírók: Andreas Malmqvist Lauri Nikulainen |
| | 1–1                  | 43:36 – Hammond |             | Játékvezetők: Oliver Gouin Jan Hribik Vonalbírók: Andreas Malmqvist Lauri Nikulainen |
| Ehliz (Plachta) (PP) – 50:39 | 2–1                  |                 |             | Játékvezetők: Oliver Gouin Jan Hribik Vonalbírók: Andreas Malmqvist Lauri Nikulainen |
| Draisaitl (Plachta, Eisenschmid) – 52:03 | 3–1                  |                 |             |                                                                                      |

| 2019. május 11. 20:15 | Szlovákia | 2–4 (1–2, 1–0, 0–2) | Finnország | Steel Aréna, Kassa Nézőszám: 7421 |

| Jegyzőkönyv | Jegyzőkönyv  | Jegyzőkönyv                                | Jegyzőkönyv    | Jegyzőkönyv                                                                           |
| --- | ------------ | ------------------------------------------ | -------------- | ------------------------------------------------------------------------------------- |
| | Marek Čiliak | Kapusok                                    | Kevin Lankinen | Játékvezetők: Manuel Nikolic Maksim Szidorenko Vonalbírók: Rene Jensen Dustin McCrank |
| \| Černák (Sekera, Pánik) – 10:52 \| 1–0 \| \| \| \| 1–1 \| 14:21 – Lindbohm (Savinainen, Rajala) (PP) \| \| \| 1–2 \| 16:11 – Kakko (Mikkola, Manninen) \| \| Marinčin (Studenič, Jaroš) – 39:20 \| 2–2 \| \| \| \| 2–3 \| 49:52 – Kakko (Mikkola) \| \| \| 2–4 \| 59:45 – Kakko (Manninen) (EN) \| |              |                                            |                | Játékvezetők: Manuel Nikolic Maksim Szidorenko Vonalbírók: Rene Jensen Dustin McCrank |
| 6 perc | Büntetések   | 6 perc                                     |                | Játékvezetők: Manuel Nikolic Maksim Szidorenko Vonalbírók: Rene Jensen Dustin McCrank |
| 25 | Lövések      | 27                                         |                | Játékvezetők: Manuel Nikolic Maksim Szidorenko Vonalbírók: Rene Jensen Dustin McCrank |
| Černák (Sekera, Pánik) – 10:52 | 1–0          |                                            |                | Játékvezetők: Manuel Nikolic Maksim Szidorenko Vonalbírók: Rene Jensen Dustin McCrank |
| | 1–1          | 14:21 – Lindbohm (Savinainen, Rajala) (PP) |                | Játékvezetők: Manuel Nikolic Maksim Szidorenko Vonalbírók: Rene Jensen Dustin McCrank |
| | 1–2          | 16:11 – Kakko (Mikkola, Manninen)          |                | Játékvezetők: Manuel Nikolic Maksim Szidorenko Vonalbírók: Rene Jensen Dustin McCrank |
| Marinčin (Studenič, Jaroš) – 39:20 | 2–2          |                                            |                |                                                                                       |
| | 2–3          | 49:52 – Kakko (Mikkola)                    |                |                                                                                       |
| | 2–4          | 59:45 – Kakko (Manninen) (EN)              |                |                                                                                       |

| 2019. május 12. 12:15 | Egyesült Államok | 7–1 (3–0, 2–0, 2–1) | Franciaország | Steel Aréna, Kassa Nézőszám: 4960 |

| Jegyzőkönyv | Jegyzőkönyv    | Jegyzőkönyv                        | Jegyzőkönyv      | Jegyzőkönyv                                                                           |
| --- | -------------- | ---------------------------------- | ---------------- | ------------------------------------------------------------------------------------- |
| | Thatcher Demko | Kapusok                            | Sebastian Ylönen | Játékvezetők: Tobias Bjork Maksim Szidorenko Vonalbírók: Rene Jensen Lauri Nikulainen |
| \| DeBrincat (van Riemsdyk, Kane) (PP) – 04:05 \| 1–0 \| \| \| Vatrano (Eichel, Martinez) – 05:48 \| 2–0 \| \| \| DeBrincat – 06:04 \| 3–0 \| \| \| White (Hughes, Martinez) – 33:56 \| 4–0 \| \| \| Kane (Larkin, Fox) – 35:52 \| 5–0 \| \| \| Kreider (Larkin) – 40:55 \| 6–0 \| \| \| \| 6–1 \| 46:36 – Rech (Claireaux, Bertrand) \| \| White (Vatrano, Glendening) – 54:21 \| 7–1 \| \| |                |                                    |                  | Játékvezetők: Tobias Bjork Maksim Szidorenko Vonalbírók: Rene Jensen Lauri Nikulainen |
| 6 perc | Büntetések     | 6 perc                             |                  | Játékvezetők: Tobias Bjork Maksim Szidorenko Vonalbírók: Rene Jensen Lauri Nikulainen |
| 42 | Lövések        | 24                                 |                  | Játékvezetők: Tobias Bjork Maksim Szidorenko Vonalbírók: Rene Jensen Lauri Nikulainen |
| DeBrincat (van Riemsdyk, Kane) (PP) – 04:05 | 1–0            |                                    |                  | Játékvezetők: Tobias Bjork Maksim Szidorenko Vonalbírók: Rene Jensen Lauri Nikulainen |
| Vatrano (Eichel, Martinez) – 05:48 | 2–0            |                                    |                  | Játékvezetők: Tobias Bjork Maksim Szidorenko Vonalbírók: Rene Jensen Lauri Nikulainen |
| DeBrincat – 06:04 | 3–0            |                                    |                  | Játékvezetők: Tobias Bjork Maksim Szidorenko Vonalbírók: Rene Jensen Lauri Nikulainen |
| White (Hughes, Martinez) – 33:56 | 4–0            |                                    |                  |                                                                                       |
| Kane (Larkin, Fox) – 35:52 | 5–0            |                                    |                  |                                                                                       |
| Kreider (Larkin) – 40:55 | 6–0            |                                    |                  |                                                                                       |
| | 6–1            | 46:36 – Rech (Claireaux, Bertrand) |                  |                                                                                       |
| White (Vatrano, Glendening) – 54:21 | 7–1            |                                    |                  |                                                                                       |

| 2019. május 12. 16:15 | Dánia | 1–2 (0–0, 0–2, 1–0) | Németország | Steel Aréna, Kassa Nézőszám: 5605 |

| Jegyzőkönyv | Jegyzőkönyv    | Jegyzőkönyv                              | Jegyzőkönyv          | Jegyzőkönyv                                                                            |
| --- | -------------- | ---------------------------------------- | -------------------- | -------------------------------------------------------------------------------------- |
| | Sebastian Dahm | Kapusok                                  | Mathias Niederberger | Játékvezetők: Manuel Nikolic Jevgenyij Romasko Vonalbírók: Dustin McCrank Brian Oliver |
| \| \| 0–1 \| 30:27 – Plachta (Draisaitl, Eisenschmid) \| \| \| 0–2 \| 39:49 – Tiffels (Kahun, Mauer) \| \| Bau (Meyer, Larsen) – 50:19 \| 1–2 \| \| |                |                                          |                      | Játékvezetők: Manuel Nikolic Jevgenyij Romasko Vonalbírók: Dustin McCrank Brian Oliver |
| 14 perc | Büntetések     | 14 perc                                  |                      | Játékvezetők: Manuel Nikolic Jevgenyij Romasko Vonalbírók: Dustin McCrank Brian Oliver |
| 38 | Lövések        | 26                                       |                      | Játékvezetők: Manuel Nikolic Jevgenyij Romasko Vonalbírók: Dustin McCrank Brian Oliver |
| | 0–1            | 30:27 – Plachta (Draisaitl, Eisenschmid) |                      | Játékvezetők: Manuel Nikolic Jevgenyij Romasko Vonalbírók: Dustin McCrank Brian Oliver |
| | 0–2            | 39:49 – Tiffels (Kahun, Mauer)           |                      | Játékvezetők: Manuel Nikolic Jevgenyij Romasko Vonalbírók: Dustin McCrank Brian Oliver |
| Bau (Meyer, Larsen) – 50:19 | 1–2            |                                          |                      | Játékvezetők: Manuel Nikolic Jevgenyij Romasko Vonalbírók: Dustin McCrank Brian Oliver |

| 2019. május 12. 20:15 | Nagy-Britannia | 0–8 (0–2, 0–3, 0–3) | Kanada | Steel Aréna, Kassa Nézőszám: 4563 |

| Jegyzőkönyv | Jegyzőkönyv               | Jegyzőkönyv                                | Jegyzőkönyv | Jegyzőkönyv                                                                       |
| --- | ------------------------- | ------------------------------------------ | ----------- | --------------------------------------------------------------------------------- |
| | Ben Bowns Jackson Whistle | Kapusok                                    | Carter Hart | Játékvezetők: Aleksi Rantala Jeremy Tufts Vonalbírók: Dmitrij Goljak Gleb Lazarev |
| \| \| 0–1 \| 02:42 – Joseph (Henrique, Nurse) \| \| \| 0–2 \| 12:33 – Mantha (McCann, Stecher) \| \| \| 0–3 \| 22:35 – Turris (Mantha) \| \| \| 0–4 \| 27:05 – Strome (Marchessault, Chabot) (PP) \| \| \| 0–5 \| 39:37 – Fabbro (Jost) \| \| \| 0–6 \| 40:57 – Turris (Mantha) \| \| \| 0–7 \| 46:46 – Couturier (Mantha, Chabot) (PP) \| \| \| 0–8 \| 50:27 – Mantha (Theodore, Jost) \| |                           |                                            |             | Játékvezetők: Aleksi Rantala Jeremy Tufts Vonalbírók: Dmitrij Goljak Gleb Lazarev |
| 16 perc | Büntetések                | 4 perc                                     |             | Játékvezetők: Aleksi Rantala Jeremy Tufts Vonalbírók: Dmitrij Goljak Gleb Lazarev |
| 12 | Lövések                   | 56                                         |             | Játékvezetők: Aleksi Rantala Jeremy Tufts Vonalbírók: Dmitrij Goljak Gleb Lazarev |
| | 0–1                       | 02:42 – Joseph (Henrique, Nurse)           |             | Játékvezetők: Aleksi Rantala Jeremy Tufts Vonalbírók: Dmitrij Goljak Gleb Lazarev |
| | 0–2                       | 12:33 – Mantha (McCann, Stecher)           |             | Játékvezetők: Aleksi Rantala Jeremy Tufts Vonalbírók: Dmitrij Goljak Gleb Lazarev |
| | 0–3                       | 22:35 – Turris (Mantha)                    |             | Játékvezetők: Aleksi Rantala Jeremy Tufts Vonalbírók: Dmitrij Goljak Gleb Lazarev |
| | 0–4                       | 27:05 – Strome (Marchessault, Chabot) (PP) |             |                                                                                   |
| | 0–5                       | 39:37 – Fabbro (Jost)                      |             |                                                                                   |
| | 0–6                       | 40:57 – Turris (Mantha)                    |             |                                                                                   |
| | 0–7                       | 46:46 – Couturier (Mantha, Chabot) (PP)    |             |                                                                                   |
| | 0–8                       | 50:27 – Mantha (Theodore, Jost)            |             |                                                                                   |

| 2019. május 13. 16:15 | Egyesült Államok | 3–2 (h.u.) (2–1, 0–1, 0–0) (h.u.: 1–0) | Finnország | Steel Aréna, Kassa Nézőszám: 7060 |

| Jegyzőkönyv | Jegyzőkönyv    | Jegyzőkönyv                            | Jegyzőkönyv       | Jegyzőkönyv                                                                       |
| --- | -------------- | -------------------------------------- | ----------------- | --------------------------------------------------------------------------------- |
| | Cory Schneider | Kapusok                                | Veini Vehviläinen | Játékvezetők: Jan Hribik Jevgenyij Romasko Vonalbírók: Gleb Lazarev Jiří Ondráček |
| \| Skjei (DeBrincat, Eichel) – 00:50 \| 1–0 \| \| \| Gaudreau (Eichel) – 10:36 \| 2–0 \| \| \| \| 2–1 \| 19:05 – Pesonen (Manninen, Koivisto) \| \| \| 2–2 \| 39:28 – Ojamäki (Manninen, Kaski) (PP) \| \| Larkin (Q. Hughes, Keller) – 63:47 \| 3–2 \| \| |                |                                        |                   | Játékvezetők: Jan Hribik Jevgenyij Romasko Vonalbírók: Gleb Lazarev Jiří Ondráček |
| 4 perc | Büntetések     | 2 perc                                 |                   | Játékvezetők: Jan Hribik Jevgenyij Romasko Vonalbírók: Gleb Lazarev Jiří Ondráček |
| 29 | Lövések        | 26                                     |                   | Játékvezetők: Jan Hribik Jevgenyij Romasko Vonalbírók: Gleb Lazarev Jiří Ondráček |
| Skjei (DeBrincat, Eichel) – 00:50 | 1–0            |                                        |                   | Játékvezetők: Jan Hribik Jevgenyij Romasko Vonalbírók: Gleb Lazarev Jiří Ondráček |
| Gaudreau (Eichel) – 10:36 | 2–0            |                                        |                   | Játékvezetők: Jan Hribik Jevgenyij Romasko Vonalbírók: Gleb Lazarev Jiří Ondráček |
| | 2–1            | 19:05 – Pesonen (Manninen, Koivisto)   |                   | Játékvezetők: Jan Hribik Jevgenyij Romasko Vonalbírók: Gleb Lazarev Jiří Ondráček |
| | 2–2            | 39:28 – Ojamäki (Manninen, Kaski) (PP) |                   |                                                                                   |
| Larkin (Q. Hughes, Keller) – 63:47 | 3–2            |                                        |                   |                                                                                   |

| 2019. május 13. 20:15 | Szlovákia | 5–6 (2–2, 2–3, 1–1) | Kanada | Steel Aréna, Kassa Nézőszám: 7420 |

| Jegyzőkönyv | Jegyzőkönyv               | Jegyzőkönyv                              | Jegyzőkönyv | Jegyzőkönyv                                                                          |
| --- | ------------------------- | ---------------------------------------- | ----------- | ------------------------------------------------------------------------------------ |
| | Patrik Rybár Marek Čiliak | Kapusok                                  | Matt Murray | Játékvezetők: Tobias Bjork Manuel Nikolic Vonalbírók: Andreas Malmqvist Brian Oliver |
| \| Sukeľ (Studenič, Nagy) – 07:14 \| 1–0 \| \| \| Liška (Jaroš, Lunter) – 08:18 \| 2–0 \| \| \| \| 2–1 \| 16:20 – Mantha (Turris, McCann) \| \| \| 2–2 \| 18:10 – Theodore (Mantha, Severson) (PP) \| \| Nagy (Marinčin, Lantoši) (PP) – 21:49 \| 3–2 \| \| \| Liška (Buc, Lunter) – 25:09 \| 4–2 \| \| \| \| 4–3 \| 27:01 – Marchessault (Chabot) (PP) \| \| \| 4–4 \| 28:43 – Cirelli (Reinhart) \| \| \| 4–5 \| 36:40 – Stecher (Turris, Severson) \| \| Sukeľ (Marinčin) – 51:45 \| 5–5 \| \| \| \| 5–6 \| 59:59 – Stone (Chabot) (PP) \| |                           |                                          |             | Játékvezetők: Tobias Bjork Manuel Nikolic Vonalbírók: Andreas Malmqvist Brian Oliver |
| 10 perc | Büntetések                | 22 perc                                  |             | Játékvezetők: Tobias Bjork Manuel Nikolic Vonalbírók: Andreas Malmqvist Brian Oliver |
| 31 | Lövések                   | 28                                       |             | Játékvezetők: Tobias Bjork Manuel Nikolic Vonalbírók: Andreas Malmqvist Brian Oliver |
| Sukeľ (Studenič, Nagy) – 07:14 | 1–0                       |                                          |             | Játékvezetők: Tobias Bjork Manuel Nikolic Vonalbírók: Andreas Malmqvist Brian Oliver |
| Liška (Jaroš, Lunter) – 08:18 | 2–0                       |                                          |             | Játékvezetők: Tobias Bjork Manuel Nikolic Vonalbírók: Andreas Malmqvist Brian Oliver |
| | 2–1                       | 16:20 – Mantha (Turris, McCann)          |             | Játékvezetők: Tobias Bjork Manuel Nikolic Vonalbírók: Andreas Malmqvist Brian Oliver |
| | 2–2                       | 18:10 – Theodore (Mantha, Severson) (PP) |             |                                                                                      |
| Nagy (Marinčin, Lantoši) (PP) – 21:49 | 3–2                       |                                          |             |                                                                                      |
| Liška (Buc, Lunter) – 25:09 | 4–2                       |                                          |             |                                                                                      |
| | 4–3                       | 27:01 – Marchessault (Chabot) (PP)       |             |                                                                                      |
| | 4–4                       | 28:43 – Cirelli (Reinhart)               |             |                                                                                      |
| | 4–5                       | 36:40 – Stecher (Turris, Severson)       |             |                                                                                      |
| Sukeľ (Marinčin) – 51:45 | 5–5                       |                                          |             |                                                                                      |
| | 5–6                       | 59:59 – Stone (Chabot) (PP)              |             |                                                                                      |

| 2019. május 14. 16:15 | Nagy-Britannia | 0–9 (0–3, 0–5, 0–1) | Dánia | Steel Aréna, Kassa Nézőszám: 3463 |

| Jegyzőkönyv | Jegyzőkönyv               | Jegyzőkönyv                                   | Jegyzőkönyv    | Jegyzőkönyv                                                                      |
| --- | ------------------------- | --------------------------------------------- | -------------- | -------------------------------------------------------------------------------- |
| | Ben Bowns Jackson Whistle | Kapusok                                       | Sebastian Dahm | Játékvezetők: Martin Fraňo Oliver Gouin Vonalbírók: Dmitrij Goljak Roman Kaderli |
| \| \| 0–1 \| 08:49 – J. Jensen (Eller, M. Lauridsen) (PP2) \| \| \| 0–2 \| 09:37 – Bau (Bødker, Regin) (PP) \| \| \| 0–3 \| 12:11 – Poulsen (Olesen) \| \| \| 0–4 \| 21:08 – Brugisser (Bødker, Madsen) \| \| \| 0–5 \| 23:17 – Eller (J. Jensen Aabo, Regin) (PP) \| \| \| 0–6 \| 24:38 – N. Jensen (Eller, M. Lauridsen) (PP) \| \| \| 0–7 \| 31:00 – N. Jensen (Storm, Eller) \| \| \| 0–8 \| 35:44 – Poulsen (J. Jensen, Olesen) \| \| \| 0–9 \| 51:53 – Poulsen (Jakobsen) (SH) \| |                           |                                               |                | Játékvezetők: Martin Fraňo Oliver Gouin Vonalbírók: Dmitrij Goljak Roman Kaderli |
| 10 perc | Büntetések                | 6 perc                                        |                | Játékvezetők: Martin Fraňo Oliver Gouin Vonalbírók: Dmitrij Goljak Roman Kaderli |
| 19 | Lövések                   | 42                                            |                | Játékvezetők: Martin Fraňo Oliver Gouin Vonalbírók: Dmitrij Goljak Roman Kaderli |
| | 0–1                       | 08:49 – J. Jensen (Eller, M. Lauridsen) (PP2) |                | Játékvezetők: Martin Fraňo Oliver Gouin Vonalbírók: Dmitrij Goljak Roman Kaderli |
| | 0–2                       | 09:37 – Bau (Bødker, Regin) (PP)              |                | Játékvezetők: Martin Fraňo Oliver Gouin Vonalbírók: Dmitrij Goljak Roman Kaderli |
| | 0–3                       | 12:11 – Poulsen (Olesen)                      |                | Játékvezetők: Martin Fraňo Oliver Gouin Vonalbírók: Dmitrij Goljak Roman Kaderli |
| | 0–4                       | 21:08 – Brugisser (Bødker, Madsen)            |                |                                                                                  |
| | 0–5                       | 23:17 – Eller (J. Jensen Aabo, Regin) (PP)    |                |                                                                                  |
| | 0–6                       | 24:38 – N. Jensen (Eller, M. Lauridsen) (PP)  |                |                                                                                  |
| | 0–7                       | 31:00 – N. Jensen (Storm, Eller)              |                |                                                                                  |
| | 0–8                       | 35:44 – Poulsen (J. Jensen, Olesen)           |                |                                                                                  |
| | 0–9                       | 51:53 – Poulsen (Jakobsen) (SH)               |                |                                                                                  |

| 2019. május 14. 20:15 | Németország | 4–1 (1–0, 2–1, 1–0) | Franciaország | Steel Aréna, Kassa Nézőszám: 4013 |

| Jegyzőkönyv | Jegyzőkönyv                     | Jegyzőkönyv                      | Jegyzőkönyv   | Jegyzőkönyv                                                                              |
| --- | ------------------------------- | -------------------------------- | ------------- | ---------------------------------------------------------------------------------------- |
| | Philipp Grubauer Niklas Treutle | Kapusok                          | Florian Hardy | Játékvezetők: Jevgenyij Romasko Maksim Szidorenko Vonalbírók: Gleb Lazarev Dmitrij Sislo |
| \| Seider (Fauser, Hager) – 17:07 \| 1–0 \| \| \| \| 1–1 \| 24:10 – Fleury (Bozon, Manavian) \| \| Plachta (Eisenschmid, J. Müller) – 33:55 \| 2–1 \| \| \| Draisaitl (Kahun) – 37:54 \| 3–1 \| \| \| Holzer (EN) – 59:02 \| 4–1 \| \| |                                 |                                  |               | Játékvezetők: Jevgenyij Romasko Maksim Szidorenko Vonalbírók: Gleb Lazarev Dmitrij Sislo |
| 10 perc | Büntetések                      | 8 perc                           |               | Játékvezetők: Jevgenyij Romasko Maksim Szidorenko Vonalbírók: Gleb Lazarev Dmitrij Sislo |
| 31 | Lövések                         | 25                               |               | Játékvezetők: Jevgenyij Romasko Maksim Szidorenko Vonalbírók: Gleb Lazarev Dmitrij Sislo |
| Seider (Fauser, Hager) – 17:07 | 1–0                             |                                  |               | Játékvezetők: Jevgenyij Romasko Maksim Szidorenko Vonalbírók: Gleb Lazarev Dmitrij Sislo |
| | 1–1                             | 24:10 – Fleury (Bozon, Manavian) |               | Játékvezetők: Jevgenyij Romasko Maksim Szidorenko Vonalbírók: Gleb Lazarev Dmitrij Sislo |
| Plachta (Eisenschmid, J. Müller) – 33:55 | 2–1                             |                                  |               | Játékvezetők: Jevgenyij Romasko Maksim Szidorenko Vonalbírók: Gleb Lazarev Dmitrij Sislo |
| Draisaitl (Kahun) – 37:54 | 3–1                             |                                  |               |                                                                                          |
| Holzer (EN) – 59:02 | 4–1                             |                                  |               |                                                                                          |

| 2019. május 15. 16:15 | Egyesült Államok | 6–3 (1–1, 3–1, 2–1) | Nagy-Britannia | Steel Aréna, Kassa Nézőszám: 5510 |

| Jegyzőkönyv | Jegyzőkönyv    | Jegyzőkönyv                             | Jegyzőkönyv | Jegyzőkönyv                                                                              |
| --- | -------------- | --------------------------------------- | ----------- | ---------------------------------------------------------------------------------------- |
| | Thatcher Demko | Kapusok                                 | Ben Bowns   | Játékvezetők: Tobias Bjork Manuel Nikolic Vonalbírók: Miroslav Lhotský Andreas Malmqvist |
| \| van Riemsdyk (Kane, Suter) (PP) – 12:17 \| 1–0 \| \| \| \| 1–1 \| 15:08 – Hammond (D. Phillips) \| \| Keller (Q. Hughes, Demko) (PP) – 29:07 \| 2–1 \| \| \| Kreider (Eichel, Suter) – 31:20 \| 3–1 \| \| \| DeBrincat (Ryan, Kane) – 37:54 \| 4–1 \| \| \| \| 4–2 \| 39:54 – Perlini \| \| Kane (Kreider, Hanifin) – 41:00 \| 5–2 \| \| \| Ryan (Glendening, Hanifin) – 49:10 \| 6–2 \| \| \| \| 6–3 \| 56:28 – Davies (Lachowicz, Billingsley) \| |                |                                         |             | Játékvezetők: Tobias Bjork Manuel Nikolic Vonalbírók: Miroslav Lhotský Andreas Malmqvist |
| 0 perc | Büntetések     | 10 perc                                 |             | Játékvezetők: Tobias Bjork Manuel Nikolic Vonalbírók: Miroslav Lhotský Andreas Malmqvist |
| 65 | Lövések        | 26                                      |             | Játékvezetők: Tobias Bjork Manuel Nikolic Vonalbírók: Miroslav Lhotský Andreas Malmqvist |
| van Riemsdyk (Kane, Suter) (PP) – 12:17 | 1–0            |                                         |             | Játékvezetők: Tobias Bjork Manuel Nikolic Vonalbírók: Miroslav Lhotský Andreas Malmqvist |
| | 1–1            | 15:08 – Hammond (D. Phillips)           |             | Játékvezetők: Tobias Bjork Manuel Nikolic Vonalbírók: Miroslav Lhotský Andreas Malmqvist |
| Keller (Q. Hughes, Demko) (PP) – 29:07 | 2–1            |                                         |             | Játékvezetők: Tobias Bjork Manuel Nikolic Vonalbírók: Miroslav Lhotský Andreas Malmqvist |
| Kreider (Eichel, Suter) – 31:20 | 3–1            |                                         |             |                                                                                          |
| DeBrincat (Ryan, Kane) – 37:54 | 4–1            |                                         |             |                                                                                          |
| | 4–2            | 39:54 – Perlini                         |             |                                                                                          |
| Kane (Kreider, Hanifin) – 41:00 | 5–2            |                                         |             |                                                                                          |
| Ryan (Glendening, Hanifin) – 49:10 | 6–2            |                                         |             |                                                                                          |
| | 6–3            | 56:28 – Davies (Lachowicz, Billingsley) |             |                                                                                          |

| 2019. május 15. 20:15 | Németország | 3–2 (0–0, 1–2, 2–0) | Szlovákia | Steel Aréna, Kassa Nézőszám: 7440 |

| Jegyzőkönyv | Jegyzőkönyv          | Jegyzőkönyv                          | Jegyzőkönyv  | Jegyzőkönyv                                                                          |
| --- | -------------------- | ------------------------------------ | ------------ | ------------------------------------------------------------------------------------ |
| | Mathias Niederberger | Kapusok                              | Marek Čiliak | Játékvezetők: Martin Fraňo Maksim Szidorenko Vonalbírók: Jiří Ondráček Dmitrij Sislo |
| \| Michaelis (Eisenschmid) – 23:54 \| 1–0 \| \| \| \| 1–1 \| 28:30 – Sekera (Černák, Tatar) (PP2) \| \| \| 1–2 \| 29:55 – Hudáček (Pánik, Tatar) (PP) \| \| Eisenschmid (Seidenberg, Kahun) – 58:08 \| 2–2 \| \| \| Draisaitl (Tiffels, Kahun) – 59:33 \| 3–2 \| \| |                      |                                      |              | Játékvezetők: Martin Fraňo Maksim Szidorenko Vonalbírók: Jiří Ondráček Dmitrij Sislo |
| 18 perc | Büntetések           | 18 perc                              |              | Játékvezetők: Martin Fraňo Maksim Szidorenko Vonalbírók: Jiří Ondráček Dmitrij Sislo |
| 21 | Lövések              | 36                                   |              | Játékvezetők: Martin Fraňo Maksim Szidorenko Vonalbírók: Jiří Ondráček Dmitrij Sislo |
| Michaelis (Eisenschmid) – 23:54 | 1–0                  |                                      |              | Játékvezetők: Martin Fraňo Maksim Szidorenko Vonalbírók: Jiří Ondráček Dmitrij Sislo |
| | 1–1                  | 28:30 – Sekera (Černák, Tatar) (PP2) |              | Játékvezetők: Martin Fraňo Maksim Szidorenko Vonalbírók: Jiří Ondráček Dmitrij Sislo |
| | 1–2                  | 29:55 – Hudáček (Pánik, Tatar) (PP)  |              | Játékvezetők: Martin Fraňo Maksim Szidorenko Vonalbírók: Jiří Ondráček Dmitrij Sislo |
| Eisenschmid (Seidenberg, Kahun) – 58:08 | 2–2                  |                                      |              |                                                                                      |
| Draisaitl (Tiffels, Kahun) – 59:33 | 3–2                  |                                      |              |                                                                                      |

| 2019. május 16. 16:15 | Kanada | 5–2 (3–0, 0–1, 2–1) | Franciaország | Steel Aréna, Kassa Nézőszám: 4519 |

| Jegyzőkönyv | Jegyzőkönyv | Jegyzőkönyv                                | Jegyzőkönyv           | Jegyzőkönyv                                                                              |
| --- | ----------- | ------------------------------------------ | --------------------- | ---------------------------------------------------------------------------------------- |
| | Carter Hart | Kapusok                                    | Henri-Corentin Buysse | Játékvezetők: Linus Öhlund Stephen Reneau Vonalbírók: Miroslav Lhotský Andreas Malmqvist |
| \| Mantha (Theodore, Severson) (PP2) – 08:19 \| 1–0 \| \| \| Nurse (Marchessault, Dubois) – 10:50 \| 2–0 \| \| \| Cirelli (Couturier, Reinhart) – 16:15 \| 3–0 \| \| \| \| 3–1 \| 36:13 – Fleury (Chakiachvili, Guttig) (PP) \| \| \| 3–2 \| 42:55 – Rech \| \| Mantha – 48:36 \| 4–2 \| \| \| Stone (Marchessault) – 50:27 \| 5–2 \| \| |             |                                            |                       | Játékvezetők: Linus Öhlund Stephen Reneau Vonalbírók: Miroslav Lhotský Andreas Malmqvist |
| 8 perc | Büntetések  | 10 perc                                    |                       | Játékvezetők: Linus Öhlund Stephen Reneau Vonalbírók: Miroslav Lhotský Andreas Malmqvist |
| 46 | Lövések     | 23                                         |                       | Játékvezetők: Linus Öhlund Stephen Reneau Vonalbírók: Miroslav Lhotský Andreas Malmqvist |
| Mantha (Theodore, Severson) (PP2) – 08:19 | 1–0         |                                            |                       | Játékvezetők: Linus Öhlund Stephen Reneau Vonalbírók: Miroslav Lhotský Andreas Malmqvist |
| Nurse (Marchessault, Dubois) – 10:50 | 2–0         |                                            |                       | Játékvezetők: Linus Öhlund Stephen Reneau Vonalbírók: Miroslav Lhotský Andreas Malmqvist |
| Cirelli (Couturier, Reinhart) – 16:15 | 3–0         |                                            |                       | Játékvezetők: Linus Öhlund Stephen Reneau Vonalbírók: Miroslav Lhotský Andreas Malmqvist |
| | 3–1         | 36:13 – Fleury (Chakiachvili, Guttig) (PP) |                       |                                                                                          |
| | 3–2         | 42:55 – Rech                               |                       |                                                                                          |
| Mantha – 48:36 | 4–2         |                                            |                       |                                                                                          |
| Stone (Marchessault) – 50:27 | 5–2         |                                            |                       |                                                                                          |

| 2019. május 16. 20:15 | Finnország | 3–1 (0–0, 2–1, 1–0) | Dánia | Steel Aréna, Kassa Nézőszám: 4812 |

| Jegyzőkönyv | Jegyzőkönyv    | Jegyzőkönyv                                      | Jegyzőkönyv    | Jegyzőkönyv                                                                    |
| --- | -------------- | ------------------------------------------------ | -------------- | ------------------------------------------------------------------------------ |
| | Kevin Lankinen | Kapusok                                          | Sebastian Dahm | Játékvezetők: Tobias Bjork Roman Gofman Vonalbírók: Bill Hancock Roman Kaderli |
| \| \| 0–1 \| 21:49 – Madsen (Nick. Jensen, M. Lauridsen) (PP) \| \| Kakko (Lehtonen) – 25:49 \| 1–1 \| \| \| Manninen (Rajala, Lehtonen) – 34:19 \| 2–1 \| \| \| Pesonen (Kakko) – 51:07 \| 3–1 \| \| |                |                                                  |                | Játékvezetők: Tobias Bjork Roman Gofman Vonalbírók: Bill Hancock Roman Kaderli |
| 10 perc | Büntetések     | 6 perc                                           |                | Játékvezetők: Tobias Bjork Roman Gofman Vonalbírók: Bill Hancock Roman Kaderli |
| 37 | Lövések        | 26                                               |                | Játékvezetők: Tobias Bjork Roman Gofman Vonalbírók: Bill Hancock Roman Kaderli |
| | 0–1            | 21:49 – Madsen (Nick. Jensen, M. Lauridsen) (PP) |                | Játékvezetők: Tobias Bjork Roman Gofman Vonalbírók: Bill Hancock Roman Kaderli |
| Kakko (Lehtonen) – 25:49 | 1–1            |                                                  |                | Játékvezetők: Tobias Bjork Roman Gofman Vonalbírók: Bill Hancock Roman Kaderli |
| Manninen (Rajala, Lehtonen) – 34:19 | 2–1            |                                                  |                | Játékvezetők: Tobias Bjork Roman Gofman Vonalbírók: Bill Hancock Roman Kaderli |
| Pesonen (Kakko) – 51:07 | 3–1            |                                                  |                |                                                                                |

| 2019. május 17. 16:15 | Franciaország | 3–6 (0–2, 2–1, 1–3) | Szlovákia | Steel Aréna, Kassa Nézőszám: 7440 |

| Jegyzőkönyv | Jegyzőkönyv                         | Jegyzőkönyv                          | Jegyzőkönyv  | Jegyzőkönyv                                                                           |
| --- | ----------------------------------- | ------------------------------------ | ------------ | ------------------------------------------------------------------------------------- |
| | Florian Hardy Henri-Corentin Buysse | Kapusok                              | Patrik Rybár | Játékvezetők: Roman Gofman Gordon Schukies Vonalbírók: Roman Kaderli Miroslav Lhotský |
| \| \| 0–1 \| 13:25 – Pánik (Lantoši, Sekera) (PP) \| \| \| 0–2 \| 19:10 – Sukeľ (Fehérváry, Tatar) \| \| \| 0–3 \| 25:31 – Hudáček (Pánik, Černák) (PP) \| \| Manavian (Hecquefeuille, Bertrand) – 32:16 \| 1–3 \| \| \| Texier (Chakiachvili, Fleury) (PP) – 35:09 \| 2–3 \| \| \| \| 2–4 \| 40:16 – Černák (Pánik, Tatar) \| \| \| 2–5 \| 42:41 – Čajkovský (Buc) (SH) \| \| \| 2–6 \| 45:41 – Nagy (Daňo, Marinčin) (PP) \| \| Rech (Texier, Dame-Malka) – 57:50 \| 3–6 \| \| |                                     |                                      |              | Játékvezetők: Roman Gofman Gordon Schukies Vonalbírók: Roman Kaderli Miroslav Lhotský |
| 12 perc | Büntetések                          | 4 perc                               |              | Játékvezetők: Roman Gofman Gordon Schukies Vonalbírók: Roman Kaderli Miroslav Lhotský |
| 20 | Lövések                             | 27                                   |              | Játékvezetők: Roman Gofman Gordon Schukies Vonalbírók: Roman Kaderli Miroslav Lhotský |
| | 0–1                                 | 13:25 – Pánik (Lantoši, Sekera) (PP) |              | Játékvezetők: Roman Gofman Gordon Schukies Vonalbírók: Roman Kaderli Miroslav Lhotský |
| | 0–2                                 | 19:10 – Sukeľ (Fehérváry, Tatar)     |              | Játékvezetők: Roman Gofman Gordon Schukies Vonalbírók: Roman Kaderli Miroslav Lhotský |
| | 0–3                                 | 25:31 – Hudáček (Pánik, Černák) (PP) |              | Játékvezetők: Roman Gofman Gordon Schukies Vonalbírók: Roman Kaderli Miroslav Lhotský |
| Manavian (Hecquefeuille, Bertrand) – 32:16 | 1–3                                 |                                      |              |                                                                                       |
| Texier (Chakiachvili, Fleury) (PP) – 35:09 | 2–3                                 |                                      |              |                                                                                       |
| | 2–4                                 | 40:16 – Černák (Pánik, Tatar)        |              |                                                                                       |
| | 2–5                                 | 42:41 – Čajkovský (Buc) (SH)         |              |                                                                                       |
| | 2–6                                 | 45:41 – Nagy (Daňo, Marinčin) (PP)   |              |                                                                                       |
| Rech (Texier, Dame-Malka) – 57:50 | 3–6                                 |                                      |              |                                                                                       |

| 2019. május 17. 20:15 | Finnország | 5–0 (0–0, 3–0, 2–0) | Nagy-Britannia | Steel Aréna, Kassa Nézőszám: 5618 |

| Jegyzőkönyv | Jegyzőkönyv     | Jegyzőkönyv | Jegyzőkönyv | Jegyzőkönyv                                                                            |
| --- | --------------- | ----------- | ----------- | -------------------------------------------------------------------------------------- |
| | Jussi Olkinuora | Kapusok     | Ben Bowns   | Játékvezetők: Linus Öhlund Stephen Reneau Vonalbírók: Joep Leermakers Nathan Vanoosten |
| \| Rajala (Lehtonen, Olkinuora) (PP) – 20:24 \| 1–0 \| \| \| Ohtamaa (Tyrväinen, Savinainen) – 25:08 \| 2–0 \| \| \| Kiviranta (Koivisto, Tyrväinen) – 34:59 \| 3–0 \| \| \| Kuusela (Savinainen) (EN) – 57:27 \| 4–0 \| \| \| Lehtonen (Jokiharju) (PP) – 59:49 \| 5–0 \| \| |                 |             |             | Játékvezetők: Linus Öhlund Stephen Reneau Vonalbírók: Joep Leermakers Nathan Vanoosten |
| 4 perc | Büntetések      | 8 perc      |             | Játékvezetők: Linus Öhlund Stephen Reneau Vonalbírók: Joep Leermakers Nathan Vanoosten |
| 49 | Lövések         | 12          |             | Játékvezetők: Linus Öhlund Stephen Reneau Vonalbírók: Joep Leermakers Nathan Vanoosten |
| Rajala (Lehtonen, Olkinuora) (PP) – 20:24 | 1–0             |             |             | Játékvezetők: Linus Öhlund Stephen Reneau Vonalbírók: Joep Leermakers Nathan Vanoosten |
| Ohtamaa (Tyrväinen, Savinainen) – 25:08 | 2–0             |             |             | Játékvezetők: Linus Öhlund Stephen Reneau Vonalbírók: Joep Leermakers Nathan Vanoosten |
| Kiviranta (Koivisto, Tyrväinen) – 34:59 | 3–0             |             |             | Játékvezetők: Linus Öhlund Stephen Reneau Vonalbírók: Joep Leermakers Nathan Vanoosten |
| Kuusela (Savinainen) (EN) – 57:27 | 4–0             |             |             |                                                                                        |
| Lehtonen (Jokiharju) (PP) – 59:49 | 5–0             |             |             |                                                                                        |

| 2019. május 18. 12:15 | Dánia | 1–7 (0–4, 1–2, 0–1) | Egyesült Államok | Steel Aréna, Kassa Nézőszám: 6184 |

| Jegyzőkönyv | Jegyzőkönyv                     | Jegyzőkönyv                           | Jegyzőkönyv    | Jegyzőkönyv                                                                           |
| --- | ------------------------------- | ------------------------------------- | -------------- | ------------------------------------------------------------------------------------- |
| | Simon Nielsen Patrick Galbraith | Kapusok                               | Cory Schneider | Játékvezetők: Martin Fraňo Mikko Kaukokari Vonalbírók: Dmitrij Sislo Nathan Vanoosten |
| \| \| 0–1 \| 10:34 – Vatrano (Ryan, Hanifin) \| \| \| 0–2 \| 11:03 – DeBrincat (Kane, Suter) (PP) \| \| \| 0–3 \| 14:24 – van Riemsdyk (Suter, White) \| \| \| 0–4 \| 18:49 – Kreider (J. Hughes, Eichel) \| \| Olesen (Bau, O. Lauridsen) – 24:50 \| 1–4 \| \| \| \| 1–5 \| 31:55 – DeBrincat (Kane, White) \| \| \| 1–6 \| 33:17 – Larkin (Ryan) \| \| \| 1–7 \| 51:19 – Eichel (Kane, DeBrincat) (PP) \| |                                 |                                       |                | Játékvezetők: Martin Fraňo Mikko Kaukokari Vonalbírók: Dmitrij Sislo Nathan Vanoosten |
| 8 perc | Büntetések                      | 10 perc                               |                | Játékvezetők: Martin Fraňo Mikko Kaukokari Vonalbírók: Dmitrij Sislo Nathan Vanoosten |
| 22 | Lövések                         | 26                                    |                | Játékvezetők: Martin Fraňo Mikko Kaukokari Vonalbírók: Dmitrij Sislo Nathan Vanoosten |
| | 0–1                             | 10:34 – Vatrano (Ryan, Hanifin)       |                | Játékvezetők: Martin Fraňo Mikko Kaukokari Vonalbírók: Dmitrij Sislo Nathan Vanoosten |
| | 0–2                             | 11:03 – DeBrincat (Kane, Suter) (PP)  |                | Játékvezetők: Martin Fraňo Mikko Kaukokari Vonalbírók: Dmitrij Sislo Nathan Vanoosten |
| | 0–3                             | 14:24 – van Riemsdyk (Suter, White)   |                | Játékvezetők: Martin Fraňo Mikko Kaukokari Vonalbírók: Dmitrij Sislo Nathan Vanoosten |
| | 0–4                             | 18:49 – Kreider (J. Hughes, Eichel)   |                |                                                                                       |
| Olesen (Bau, O. Lauridsen) – 24:50 | 1–4                             |                                       |                |                                                                                       |
| | 1–5                             | 31:55 – DeBrincat (Kane, White)       |                |                                                                                       |
| | 1–6                             | 33:17 – Larkin (Ryan)                 |                |                                                                                       |
| | 1–7                             | 51:19 – Eichel (Kane, DeBrincat) (PP) |                |                                                                                       |

| 2019. május 18. 16:15 | Kanada | 8–1 (2–0, 2–1, 4–0) | Németország | Steel Aréna, Kassa Nézőszám: 6510 |

| Jegyzőkönyv | Jegyzőkönyv | Jegyzőkönyv                                  | Jegyzőkönyv    | Jegyzőkönyv                                                                      |
| --- | ----------- | -------------------------------------------- | -------------- | -------------------------------------------------------------------------------- |
| | Matt Murray | Kapusok                                      | Niklas Treutle | Játékvezetők: Roman Gofman Peter Stano Vonalbírók: Roman Kaderli Joep Leermakers |
| \| Chabot (Marchessault, Strome) (PP) – 02:01 \| 1–0 \| \| \| Stone (Severson, Nurse) – 16:43 \| 2–0 \| \| \| Stone (Strome, Marchessault) (PP) – 26:02 \| 3–0 \| \| \| \| 3–1 \| 38:01 – Ehliz (Eisenschmid, Seidenberg) (PP) \| \| Stone (Dubois) – 38:49 \| 4–1 \| \| \| Mantha – 43:01 \| 5–1 \| \| \| Mantha (Turris) – 44:55 \| 6–1 \| \| \| Reinhart (Strome) – 45:28 \| 7–1 \| \| \| Cirelli (Joseph) (SH) – 53:10 \| 8–1 \| \| |             |                                              |                | Játékvezetők: Roman Gofman Peter Stano Vonalbírók: Roman Kaderli Joep Leermakers |
| 12 perc | Büntetések  | 18 perc                                      |                | Játékvezetők: Roman Gofman Peter Stano Vonalbírók: Roman Kaderli Joep Leermakers |
| 49 | Lövések     | 16                                           |                | Játékvezetők: Roman Gofman Peter Stano Vonalbírók: Roman Kaderli Joep Leermakers |
| Chabot (Marchessault, Strome) (PP) – 02:01 | 1–0         |                                              |                | Játékvezetők: Roman Gofman Peter Stano Vonalbírók: Roman Kaderli Joep Leermakers |
| Stone (Severson, Nurse) – 16:43 | 2–0         |                                              |                | Játékvezetők: Roman Gofman Peter Stano Vonalbírók: Roman Kaderli Joep Leermakers |
| Stone (Strome, Marchessault) (PP) – 26:02 | 3–0         |                                              |                | Játékvezetők: Roman Gofman Peter Stano Vonalbírók: Roman Kaderli Joep Leermakers |
| | 3–1         | 38:01 – Ehliz (Eisenschmid, Seidenberg) (PP) |                |                                                                                  |
| Stone (Dubois) – 38:49 | 4–1         |                                              |                |                                                                                  |
| Mantha – 43:01 | 5–1         |                                              |                |                                                                                  |
| Mantha (Turris) – 44:55 | 6–1         |                                              |                |                                                                                  |
| Reinhart (Strome) – 45:28 | 7–1         |                                              |                |                                                                                  |
| Cirelli (Joseph) (SH) – 53:10 | 8–1         |                                              |                |                                                                                  |

| 2019. május 18. 20:15 | Nagy-Britannia | 1–7 (1–3, 0–3, 0–1) | Szlovákia | Steel Aréna, Kassa Nézőszám: 7440 |

| Jegyzőkönyv | Jegyzőkönyv               | Jegyzőkönyv                      | Jegyzőkönyv | Jegyzőkönyv                                                                          |
| --- | ------------------------- | -------------------------------- | ----------- | ------------------------------------------------------------------------------------ |
| | Ben Bowns Jackson Whistle | Kapusok                          | Denis Godla | Játékvezetők: Brett Iverson Stephen Reneau Vonalbírók: Bill Hancock Miroslav Lhotský |
| \| \| 0–1 \| 02:04 – Sekera (Buc) \| \| \| 0–2 \| 02:25 – Tatar \| \| \| 0–3 \| 09:02 – Marinčin (Krištof) (PP) \| \| Hammond (Richardson) – 17:44 \| 1–3 \| \| \| \| 1–4 \| 24:33 – Čajkovský (Pánik) \| \| \| 1–5 \| 29:09 – Studenič (Krištof) \| \| \| 1–6 \| 35:11 – Sukeľ (Liška, Koch) (SH) \| \| \| 1–7 \| 58:00 – Bondra (Koch, Nagy) \| |                           |                                  |             | Játékvezetők: Brett Iverson Stephen Reneau Vonalbírók: Bill Hancock Miroslav Lhotský |
| 4 perc | Büntetések                | 4 perc                           |             | Játékvezetők: Brett Iverson Stephen Reneau Vonalbírók: Bill Hancock Miroslav Lhotský |
| 17 | Lövések                   | 38                               |             | Játékvezetők: Brett Iverson Stephen Reneau Vonalbírók: Bill Hancock Miroslav Lhotský |
| | 0–1                       | 02:04 – Sekera (Buc)             |             | Játékvezetők: Brett Iverson Stephen Reneau Vonalbírók: Bill Hancock Miroslav Lhotský |
| | 0–2                       | 02:25 – Tatar                    |             | Játékvezetők: Brett Iverson Stephen Reneau Vonalbírók: Bill Hancock Miroslav Lhotský |
| | 0–3                       | 09:02 – Marinčin (Krištof) (PP)  |             | Játékvezetők: Brett Iverson Stephen Reneau Vonalbírók: Bill Hancock Miroslav Lhotský |
| Hammond (Richardson) – 17:44 | 1–3                       |                                  |             |                                                                                      |
| | 1–4                       | 24:33 – Čajkovský (Pánik)        |             |                                                                                      |
| | 1–5                       | 29:09 – Studenič (Krištof)       |             |                                                                                      |
| | 1–6                       | 35:11 – Sukeľ (Liška, Koch) (SH) |             |                                                                                      |
| | 1–7                       | 58:00 – Bondra (Koch, Nagy)      |             |                                                                                      |

| 2019. május 19. 16:15 | Németország | 1–3 (1–1, 0–0, 0–2) | Egyesült Államok | Steel Aréna, Kassa Nézőszám: 6293 |

| Jegyzőkönyv | Jegyzőkönyv          | Jegyzőkönyv                             | Jegyzőkönyv    | Jegyzőkönyv                                                                        |
| --- | -------------------- | --------------------------------------- | -------------- | ---------------------------------------------------------------------------------- |
| | Mathias Niederberger | Kapusok                                 | Cory Schneider | Játékvezetők: Linus Öhlund Peter Stano Vonalbírók: Hannu Sormunen Nathan Vanoosten |
| \| Tiffels (Draisaitl) – 11:55 \| 1–0 \| \| \| \| 1–1 \| 13:47 – van Riemsdyk (Keller, Martinez) \| \| \| 1–2 \| 50:03 – Larkin (van Riemsdyk, Martinez) \| \| \| 1–3 \| 56:15 – Eichel (Kane, Suter) (PP) \| |                      |                                         |                | Játékvezetők: Linus Öhlund Peter Stano Vonalbírók: Hannu Sormunen Nathan Vanoosten |
| 2 perc | Büntetések           | 4 perc                                  |                | Játékvezetők: Linus Öhlund Peter Stano Vonalbírók: Hannu Sormunen Nathan Vanoosten |
| 25 | Lövések              | 29                                      |                | Játékvezetők: Linus Öhlund Peter Stano Vonalbírók: Hannu Sormunen Nathan Vanoosten |
| Tiffels (Draisaitl) – 11:55 | 1–0                  |                                         |                | Játékvezetők: Linus Öhlund Peter Stano Vonalbírók: Hannu Sormunen Nathan Vanoosten |
| | 1–1                  | 13:47 – van Riemsdyk (Keller, Martinez) |                | Játékvezetők: Linus Öhlund Peter Stano Vonalbírók: Hannu Sormunen Nathan Vanoosten |
| | 1–2                  | 50:03 – Larkin (van Riemsdyk, Martinez) |                | Játékvezetők: Linus Öhlund Peter Stano Vonalbírók: Hannu Sormunen Nathan Vanoosten |
| | 1–3                  | 56:15 – Eichel (Kane, Suter) (PP)       |                |                                                                                    |

| 2019. május 19. 20:15 | Franciaország | 0–3 (0–1, 0–1, 0–1) | Finnország | Steel Aréna, Kassa Nézőszám: 4682 |

| Jegyzőkönyv | Jegyzőkönyv   | Jegyzőkönyv                             | Jegyzőkönyv    | Jegyzőkönyv                                                                        |
| --- | ------------- | --------------------------------------- | -------------- | ---------------------------------------------------------------------------------- |
| | Florian Hardy | Kapusok                                 | Kevin Lankinen | Játékvezetők: Martin Fraňo Gordon Schukies Vonalbírók: Andrew Dalton Dmitrij Sislo |
| \| \| 0–1 \| 09:24 – Kiviranta (Lindbohm, Tyrväinen) \| \| \| 0–2 \| 21:51 – Mikkola (Pesonen, Kaski) \| \| \| 0–3 \| 52:31 – Sallinen (Savinainen, Kuusela) \| |               |                                         |                | Játékvezetők: Martin Fraňo Gordon Schukies Vonalbírók: Andrew Dalton Dmitrij Sislo |
| 14 perc | Büntetések    | 8 perc                                  |                | Játékvezetők: Martin Fraňo Gordon Schukies Vonalbírók: Andrew Dalton Dmitrij Sislo |
| 21 | Lövések       | 47                                      |                | Játékvezetők: Martin Fraňo Gordon Schukies Vonalbírók: Andrew Dalton Dmitrij Sislo |
| | 0–1           | 09:24 – Kiviranta (Lindbohm, Tyrväinen) |                | Játékvezetők: Martin Fraňo Gordon Schukies Vonalbírók: Andrew Dalton Dmitrij Sislo |
| | 0–2           | 21:51 – Mikkola (Pesonen, Kaski)        |                | Játékvezetők: Martin Fraňo Gordon Schukies Vonalbírók: Andrew Dalton Dmitrij Sislo |
| | 0–3           | 52:31 – Sallinen (Savinainen, Kuusela)  |                | Játékvezetők: Martin Fraňo Gordon Schukies Vonalbírók: Andrew Dalton Dmitrij Sislo |

| 2019. május 20. 16:15 | Franciaország | 3–4 (h.u.) (0–0, 3–2, 0–1) (h.u.: 0–1) | Nagy-Britannia | Steel Aréna, Kassa Nézőszám: 7440 |

| Jegyzőkönyv | Jegyzőkönyv   | Jegyzőkönyv                          | Jegyzőkönyv | Jegyzőkönyv                                                                         |
| --- | ------------- | ------------------------------------ | ----------- | ----------------------------------------------------------------------------------- |
| | Florian Hardy | Kapusok                              | Ben Bowns   | Játékvezetők: Mikko Kaukokari Peter Stano Vonalbírók: Roman Kaderli Joep Leermakers |
| \| Rech (Manavian, Bozon) – 23:36 \| 1–0 \| \| \| Treille (Chakiachvili, Texier) – 27:31 \| 2–0 \| \| \| Rech (Claireaux) – 27:37 \| 3–0 \| \| \| \| 3–1 \| 34:59 – Dowd (O'Connor) \| \| \| 3–2 \| 38:04 – Hammond (O’Connor, Phillips) \| \| \| 3–3 \| 45:16 – Farmer (Phillips, O’Connor) \| \| \| 3–4 \| 62:03 – Davies (Phillips) \| |               |                                      |             | Játékvezetők: Mikko Kaukokari Peter Stano Vonalbírók: Roman Kaderli Joep Leermakers |
| 4 perc | Büntetések    | 4 perc                               |             | Játékvezetők: Mikko Kaukokari Peter Stano Vonalbírók: Roman Kaderli Joep Leermakers |
| 36 | Lövések       | 30                                   |             | Játékvezetők: Mikko Kaukokari Peter Stano Vonalbírók: Roman Kaderli Joep Leermakers |
| Rech (Manavian, Bozon) – 23:36 | 1–0           |                                      |             | Játékvezetők: Mikko Kaukokari Peter Stano Vonalbírók: Roman Kaderli Joep Leermakers |
| Treille (Chakiachvili, Texier) – 27:31 | 2–0           |                                      |             | Játékvezetők: Mikko Kaukokari Peter Stano Vonalbírók: Roman Kaderli Joep Leermakers |
| Rech (Claireaux) – 27:37 | 3–0           |                                      |             | Játékvezetők: Mikko Kaukokari Peter Stano Vonalbírók: Roman Kaderli Joep Leermakers |
| | 3–1           | 34:59 – Dowd (O'Connor)              |             |                                                                                     |
| | 3–2           | 38:04 – Hammond (O’Connor, Phillips) |             |                                                                                     |
| | 3–3           | 45:16 – Farmer (Phillips, O’Connor)  |             |                                                                                     |
| | 3–4           | 62:03 – Davies (Phillips)            |             |                                                                                     |

| 2019. május 20. 20:15 | Kanada | 5–0 (3–0, 1–0, 1–0) | Dánia | Steel Aréna, Kassa Nézőszám: 4665 |

| Jegyzőkönyv | Jegyzőkönyv                     | Jegyzőkönyv | Jegyzőkönyv       | Jegyzőkönyv                                                                          |
| --- | ------------------------------- | ----------- | ----------------- | ------------------------------------------------------------------------------------ |
| | Carter Hart Mackenzie Blackwood | Kapusok     | Patrick Galbraith | Játékvezetők: Linus Öhlund Gordon Schukies Vonalbírók: Andrew Dalton William Hancock |
| \| Dubois (Marchessault, Stone) – 02:00 \| 1–0 \| \| \| McCann (Turris) – 06:06 \| 2–0 \| \| \| Marchessault (Severson, Stone) – 08:23 \| 3–0 \| \| \| Reinhart (Couturier, Chabot) (PP) – 33:53 \| 4–0 \| \| \| Reinhart (Myers, Cirelli) – 44:34 \| 5–0 \| \| |                                 |             |                   | Játékvezetők: Linus Öhlund Gordon Schukies Vonalbírók: Andrew Dalton William Hancock |
| 8 perc | Büntetések                      | 6 perc      |                   | Játékvezetők: Linus Öhlund Gordon Schukies Vonalbírók: Andrew Dalton William Hancock |
| 34 | Lövések                         | 24          |                   | Játékvezetők: Linus Öhlund Gordon Schukies Vonalbírók: Andrew Dalton William Hancock |
| Dubois (Marchessault, Stone) – 02:00 | 1–0                             |             |                   | Játékvezetők: Linus Öhlund Gordon Schukies Vonalbírók: Andrew Dalton William Hancock |
| McCann (Turris) – 06:06 | 2–0                             |             |                   | Játékvezetők: Linus Öhlund Gordon Schukies Vonalbírók: Andrew Dalton William Hancock |
| Marchessault (Severson, Stone) – 08:23 | 3–0                             |             |                   | Játékvezetők: Linus Öhlund Gordon Schukies Vonalbírók: Andrew Dalton William Hancock |
| Reinhart (Couturier, Chabot) (PP) – 33:53 | 4–0                             |             |                   |                                                                                      |
| Reinhart (Myers, Cirelli) – 44:34 | 5–0                             |             |                   |                                                                                      |

| 2019. május 21. 12:15 | Finnország | 2–4 (1–1, 1–1, 0–2) | Németország | Steel Aréna, Kassa Nézőszám: 6685 |

| Jegyzőkönyv | Jegyzőkönyv    | Jegyzőkönyv                              | Jegyzőkönyv      | Jegyzőkönyv                                                                            |
| --- | -------------- | ---------------------------------------- | ---------------- | -------------------------------------------------------------------------------------- |
| | Kevin Lankinen | Kapusok                                  | Philipp Grubauer | Játékvezetők: Roman Gofman Stephen Reneau Vonalbírók: William Hancock Nathan Vanoosten |
| \| Pesonen (Lehtonen, Jokiharju) (PP) – 15:05 \| 1–0 \| \| \| \| 1–1 \| 17:04 – Michaelis (Plachta, Eisenschmid) \| \| Tyrväinen (Ojamäki) – 24:07 \| 2–1 \| \| \| \| 2–2 \| 33:13 – Kahun (Draisaitl) \| \| \| 2–3 \| 44:46 – Draisaitl (Pföderl) (PP) \| \| \| 2–4 \| 59:00 – Draisaitl (EN) \| |                |                                          |                  | Játékvezetők: Roman Gofman Stephen Reneau Vonalbírók: William Hancock Nathan Vanoosten |
| 4 perc | Büntetések     | 8 perc                                   |                  | Játékvezetők: Roman Gofman Stephen Reneau Vonalbírók: William Hancock Nathan Vanoosten |
| 41 | Lövések        | 21                                       |                  | Játékvezetők: Roman Gofman Stephen Reneau Vonalbírók: William Hancock Nathan Vanoosten |
| Pesonen (Lehtonen, Jokiharju) (PP) – 15:05 | 1–0            |                                          |                  | Játékvezetők: Roman Gofman Stephen Reneau Vonalbírók: William Hancock Nathan Vanoosten |
| | 1–1            | 17:04 – Michaelis (Plachta, Eisenschmid) |                  | Játékvezetők: Roman Gofman Stephen Reneau Vonalbírók: William Hancock Nathan Vanoosten |
| Tyrväinen (Ojamäki) – 24:07 | 2–1            |                                          |                  | Játékvezetők: Roman Gofman Stephen Reneau Vonalbírók: William Hancock Nathan Vanoosten |
| | 2–2            | 33:13 – Kahun (Draisaitl)                |                  |                                                                                        |
| | 2–3            | 44:46 – Draisaitl (Pföderl) (PP)         |                  |                                                                                        |
| | 2–4            | 59:00 – Draisaitl (EN)                   |                  |                                                                                        |

| 2019. május 21. 16:15 | Szlovákia | 2–1 (sz.) (0–0, 1–0, 0–1) (h.u.: 0–0) (sz.: 1–0) | Dánia | Steel Aréna, Kassa Nézőszám: 7440 |

| Jegyzőkönyv                                                                                                   | Jegyzőkönyv | Jegyzőkönyv                                 | Jegyzőkönyv    | Jegyzőkönyv                                                                         |
| --- | ----------- | ------------------------------------------- | -------------- | ----------------------------------------------------------------------------------- |
| | Denis Godla | Kapusok                                     | Sebastian Dahm | Játékvezetők: Brett Iverson Linus Öhlund Vonalbírók: Joep Leermakers Hannu Sormunen |
| \| Marinčin (Studenič, Nagy) – 39:04 \| 1–0 \| \| \| \| 1–1 \| 46:41 – Bødker (Russell, Jensen Aabo) (PP2) \| |             |                                             |                | Játékvezetők: Brett Iverson Linus Öhlund Vonalbírók: Joep Leermakers Hannu Sormunen |
| Studenič Sukeľ Nagy Tatar Krištof                                                                             | Szétlövés   | Bødker Regin Jensen Storm                   |                | Játékvezetők: Brett Iverson Linus Öhlund Vonalbírók: Joep Leermakers Hannu Sormunen |
| 10 perc | Büntetések  | 4 perc                                      |                | Játékvezetők: Brett Iverson Linus Öhlund Vonalbírók: Joep Leermakers Hannu Sormunen |
| 29 | Lövések     | 14                                          |                | Játékvezetők: Brett Iverson Linus Öhlund Vonalbírók: Joep Leermakers Hannu Sormunen |
| Marinčin (Studenič, Nagy) – 39:04                                                                             | 1–0         |                                             |                | Játékvezetők: Brett Iverson Linus Öhlund Vonalbírók: Joep Leermakers Hannu Sormunen |
| | 1–1         | 46:41 – Bødker (Russell, Jensen Aabo) (PP2) |                | Játékvezetők: Brett Iverson Linus Öhlund Vonalbírók: Joep Leermakers Hannu Sormunen |

| 2019. május 21. 20:15 | Kanada | 3–0 (2–0, 1–0, 0–0) | Egyesült Államok | Steel Aréna, Kassa Nézőszám: 7440 |

| Jegyzőkönyv | Jegyzőkönyv | Jegyzőkönyv | Jegyzőkönyv    | Jegyzőkönyv                                                                            |
| --- | ----------- | ----------- | -------------- | -------------------------------------------------------------------------------------- |
| | Matt Murray | Kapusok     | Cory Schneider | Játékvezetők: Martin Fraňo Mikko Kaukokari Vonalbírók: Miroslav Lhotský Dmitri Shishlo |
| \| Dubois (Stone) – 01:49 \| 1–0 \| \| \| Turris (Mantha) – 08:02 \| 2–0 \| \| \| McCann (Turris, Fabbro) – 35:59 \| 3–0 \| \| |             |             |                | Játékvezetők: Martin Fraňo Mikko Kaukokari Vonalbírók: Miroslav Lhotský Dmitri Shishlo |
| 14 perc | Büntetések  | 4 perc      |                | Játékvezetők: Martin Fraňo Mikko Kaukokari Vonalbírók: Miroslav Lhotský Dmitri Shishlo |
| 36 | Lövések     | 28          |                | Játékvezetők: Martin Fraňo Mikko Kaukokari Vonalbírók: Miroslav Lhotský Dmitri Shishlo |
| Dubois (Stone) – 01:49 | 1–0         |             |                | Játékvezetők: Martin Fraňo Mikko Kaukokari Vonalbírók: Miroslav Lhotský Dmitri Shishlo |
| Turris (Mantha) – 08:02 | 2–0         |             |                | Játékvezetők: Martin Fraňo Mikko Kaukokari Vonalbírók: Miroslav Lhotský Dmitri Shishlo |
| McCann (Turris, Fabbro) – 35:59                                                                                                | 3–0         |             |                | Játékvezetők: Martin Fraňo Mikko Kaukokari Vonalbírók: Miroslav Lhotský Dmitri Shishlo |

### B csoport
| Hely. | Csapat       | M | Gy | HGy | HV | V | G+ | G– | Gk  | P  | Továbbjutás vagy kiesés                    |
| ----- | ------------ | - | -- | --- | -- | - | -- | -- | --- | -- | ------------------------------------------ |
| 1.    | Oroszország  | 7 | 7  | 0   | 0  | 0 | 36 | 7  | +29 | 21 | Továbbjutott az egyenes kieséses szakaszba |
| 2.    | Csehország   | 7 | 6  | 0   | 0  | 1 | 39 | 14 | +25 | 18 | Továbbjutott az egyenes kieséses szakaszba |
| 3.    | Svédország   | 7 | 5  | 0   | 0  | 2 | 41 | 21 | +20 | 15 | Továbbjutott az egyenes kieséses szakaszba |
| 4.    | Svájc        | 7 | 4  | 0   | 0  | 3 | 27 | 14 | +13 | 12 | Továbbjutott az egyenes kieséses szakaszba |
| 5.    | Lettország   | 7 | 3  | 0   | 0  | 4 | 21 | 20 | +1  | 9  |                                            |
| 6.    | Norvégia     | 7 | 2  | 0   | 0  | 5 | 19 | 33 | −14 | 6  |                                            |
| 7.    | Olaszország  | 7 | 0  | 1   | 0  | 6 | 5  | 48 | −43 | 2  |                                            |
| 8.    | Ausztria (K) | 7 | 0  | 0   | 1  | 6 | 9  | 40 | −31 | 1  | Kiesett a divízió I A-ba                   |

| 2019. május 10. 16:15 | Oroszország | 5–2 (2–0, 2–0, 1–2) | Norvégia | Ondrej Nepela Jégcsarnok, Pozsony Nézőszám: 7698 |

| Jegyzőkönyv | Jegyzőkönyv          | Jegyzőkönyv                        | Jegyzőkönyv      | Jegyzőkönyv                                                                          |
| --- | -------------------- | ---------------------------------- | ---------------- | ------------------------------------------------------------------------------------ |
| | Andrej Vaszilevszkij | Kapusok                            | Henrik Haukeland | Játékvezetők: Martin Fraňo Stephen Reneau Vonalbírók: Roman Kaderli Miroslav Lhotský |
| \| Dadonov (Malkin, Kucserov) (PP) – 08:39 \| 1–0 \| \| \| Anyiszimov (Grigorenko, Orlov) – 14:33 \| 2–0 \| \| \| Kucserov (Szergacsov) (PP) – 28:13 \| 3–0 \| \| \| Dadonov (Malkin, Guszev) (PP) – 29:47 \| 4–0 \| \| \| Guszev (Kucserov, Hafizullin) – 41:26 \| 5–0 \| \| \| \| 5–1 \| 56:07 – Valkvæ Olsen (Reichenberg) \| \| \| 5–2 \| 57:47 – Holøs (Martinsen) \| |                      |                                    |                  | Játékvezetők: Martin Fraňo Stephen Reneau Vonalbírók: Roman Kaderli Miroslav Lhotský |
| 6 perc | Büntetések           | 8 perc                             |                  | Játékvezetők: Martin Fraňo Stephen Reneau Vonalbírók: Roman Kaderli Miroslav Lhotský |
| 27 | Lövések              | 27                                 |                  | Játékvezetők: Martin Fraňo Stephen Reneau Vonalbírók: Roman Kaderli Miroslav Lhotský |
| Dadonov (Malkin, Kucserov) (PP) – 08:39 | 1–0                  |                                    |                  | Játékvezetők: Martin Fraňo Stephen Reneau Vonalbírók: Roman Kaderli Miroslav Lhotský |
| Anyiszimov (Grigorenko, Orlov) – 14:33 | 2–0                  |                                    |                  | Játékvezetők: Martin Fraňo Stephen Reneau Vonalbírók: Roman Kaderli Miroslav Lhotský |
| Kucserov (Szergacsov) (PP) – 28:13 | 3–0                  |                                    |                  | Játékvezetők: Martin Fraňo Stephen Reneau Vonalbírók: Roman Kaderli Miroslav Lhotský |
| Dadonov (Malkin, Guszev) (PP) – 29:47 | 4–0                  |                                    |                  |                                                                                      |
| Guszev (Kucserov, Hafizullin) – 41:26 | 5–0                  |                                    |                  |                                                                                      |
| | 5–1                  | 56:07 – Valkvæ Olsen (Reichenberg) |                  |                                                                                      |
| | 5–2                  | 57:47 – Holøs (Martinsen)          |                  |                                                                                      |

| 2019. május 10. 20:15 | Csehország | 5–2 (1–0, 1–2, 3–0) | Svédország | Ondrej Nepela Jégcsarnok, Pozsony Nézőszám: 8723 |

| Jegyzőkönyv | Jegyzőkönyv     | Jegyzőkönyv                                 | Jegyzőkönyv      | Jegyzőkönyv                                                                      |
| --- | --------------- | ------------------------------------------- | ---------------- | -------------------------------------------------------------------------------- |
| | Patrik Bartošák | Kapusok                                     | Henrik Lundqvist | Játékvezetők: Roman Gofman Brett Iverson Vonalbírók: Bill Hancock Hannu Sormunen |
| \| Vrána (Kubalík) – 01:55 \| 1–0 \| \| \| \| 1–1 \| 20:24 – Hörnqvist (Nylander, E. Pettersson) \| \| \| 1–2 \| 23:01 – Lindblom (Gustafsson, Bratt) (PP) \| \| Kubalík (Kovář) – 36:36 \| 2–2 \| \| \| Frolík (Simon, Voráček) – 40:33 \| 3–2 \| \| \| Vrána (Hronek) – 55:50 \| 4–2 \| \| \| Kovář (Voráček) (EN) – 59:04 \| 5–2 \| \| |                 |                                             |                  | Játékvezetők: Roman Gofman Brett Iverson Vonalbírók: Bill Hancock Hannu Sormunen |
| 14 perc | Büntetések      | 14 perc                                     |                  | Játékvezetők: Roman Gofman Brett Iverson Vonalbírók: Bill Hancock Hannu Sormunen |
| 32 | Lövések         | 32                                          |                  | Játékvezetők: Roman Gofman Brett Iverson Vonalbírók: Bill Hancock Hannu Sormunen |
| Vrána (Kubalík) – 01:55 | 1–0             |                                             |                  | Játékvezetők: Roman Gofman Brett Iverson Vonalbírók: Bill Hancock Hannu Sormunen |
| | 1–1             | 20:24 – Hörnqvist (Nylander, E. Pettersson) |                  | Játékvezetők: Roman Gofman Brett Iverson Vonalbírók: Bill Hancock Hannu Sormunen |
| | 1–2             | 23:01 – Lindblom (Gustafsson, Bratt) (PP)   |                  | Játékvezetők: Roman Gofman Brett Iverson Vonalbírók: Bill Hancock Hannu Sormunen |
| Kubalík (Kovář) – 36:36 | 2–2             |                                             |                  |                                                                                  |
| Frolík (Simon, Voráček) – 40:33 | 3–2             |                                             |                  |                                                                                  |
| Vrána (Hronek) – 55:50 | 4–2             |                                             |                  |                                                                                  |
| Kovář (Voráček) (EN) – 59:04 | 5–2             |                                             |                  |                                                                                  |

| 2019. május 11. 12:15 | Svájc | 9–0 (4–0, 2–0, 3–0) | Olaszország | Ondrej Nepela Jégcsarnok, Pozsony Nézőszám: 8463 |

| Jegyzőkönyv | Jegyzőkönyv | Jegyzőkönyv | Jegyzőkönyv     | Jegyzőkönyv                                                                         |
| --- | ----------- | ----------- | --------------- | ----------------------------------------------------------------------------------- |
| | Reto Berra  | Kapusok     | Andreas Bernard | Játékvezetők: Martin Fraňo Linus Öhlund Vonalbírók: Hannu Sormunen Nathan Vanoosten |
| \| Fiala (Josi) – 01:17 \| 1–0 \| \| \| Hofmann (Genazzi, Kurashev) – 07:24 \| 2–0 \| \| \| Martschini (Frick) – 10:06 \| 3–0 \| \| \| Praplan (Ambühl, Fiala) (PP) – 19:54 \| 4–0 \| \| \| S. Moser (Ambühl, J. Moser) – 21:36 \| 5–0 \| \| \| Fiala (Hischier) – 23:32 \| 6–0 \| \| \| Fiala (Hischier, Praplan) (PP) – 41:14 \| 7–0 \| \| \| Loeffel (Rod) – 46:55 \| 8–0 \| \| \| Hischier (Praplan) – 49:43 \| 9–0 \| \| |             |             |                 | Játékvezetők: Martin Fraňo Linus Öhlund Vonalbírók: Hannu Sormunen Nathan Vanoosten |
| 2 perc | Büntetések  | 8 perc      |                 | Játékvezetők: Martin Fraňo Linus Öhlund Vonalbírók: Hannu Sormunen Nathan Vanoosten |
| 61 | Lövések     | 19          |                 | Játékvezetők: Martin Fraňo Linus Öhlund Vonalbírók: Hannu Sormunen Nathan Vanoosten |
| Fiala (Josi) – 01:17 | 1–0         |             |                 | Játékvezetők: Martin Fraňo Linus Öhlund Vonalbírók: Hannu Sormunen Nathan Vanoosten |
| Hofmann (Genazzi, Kurashev) – 07:24 | 2–0         |             |                 | Játékvezetők: Martin Fraňo Linus Öhlund Vonalbírók: Hannu Sormunen Nathan Vanoosten |
| Martschini (Frick) – 10:06 | 3–0         |             |                 | Játékvezetők: Martin Fraňo Linus Öhlund Vonalbírók: Hannu Sormunen Nathan Vanoosten |
| Praplan (Ambühl, Fiala) (PP) – 19:54 | 4–0         |             |                 |                                                                                     |
| S. Moser (Ambühl, J. Moser) – 21:36 | 5–0         |             |                 |                                                                                     |
| Fiala (Hischier) – 23:32 | 6–0         |             |                 |                                                                                     |
| Fiala (Hischier, Praplan) (PP) – 41:14 | 7–0         |             |                 |                                                                                     |
| Loeffel (Rod) – 46:55 | 8–0         |             |                 |                                                                                     |
| Hischier (Praplan) – 49:43 | 9–0         |             |                 |                                                                                     |

| 2019. május 11. 16:15 | Lettország | 5–2 (1–1, 0–0, 4–1) | Ausztria | Ondrej Nepela Jégcsarnok, Pozsony Nézőszám: 8917 |

| Jegyzőkönyv | Jegyzőkönyv         | Jegyzőkönyv                                    | Jegyzőkönyv   | Jegyzőkönyv                                                                    |
| --- | ------------------- | ---------------------------------------------- | ------------- | ------------------------------------------------------------------------------ |
| | Kristers Gudļevskis | Kapusok                                        | David Kickert | Játékvezetők: Roman Gofman Peter Stano Vonalbírók: Andrew Dalton Roman Kaderli |
| \| \| 0–1 \| 14:39 – M. Raffl (Pallestrang, Herburger) (SH) \| \| Balcers (Dārziņš, Freibergs) (PP) – 15:21 \| 1–1 \| \| \| Dārziņš (Balcers, Bļugers) (PP) – 40:23 \| 2–1 \| \| \| Ābols (Balcers, Ķēniņš) – 44:19 \| 3–1 \| \| \| Meija (Cibuļskis, Bļugers) – 47:16 \| 4–1 \| \| \| \| 4–2 \| 55:44 – Herburger (Hofer, Zwerger) (PP) \| \| Ķēniņš (Balcers) – 56:00 \| 5–2 \| \| |                     |                                                |               | Játékvezetők: Roman Gofman Peter Stano Vonalbírók: Andrew Dalton Roman Kaderli |
| 6 perc | Büntetések          | 35 perc                                        |               | Játékvezetők: Roman Gofman Peter Stano Vonalbírók: Andrew Dalton Roman Kaderli |
| 39 | Lövések             | 18                                             |               | Játékvezetők: Roman Gofman Peter Stano Vonalbírók: Andrew Dalton Roman Kaderli |
| | 0–1                 | 14:39 – M. Raffl (Pallestrang, Herburger) (SH) |               | Játékvezetők: Roman Gofman Peter Stano Vonalbírók: Andrew Dalton Roman Kaderli |
| Balcers (Dārziņš, Freibergs) (PP) – 15:21 | 1–1                 |                                                |               | Játékvezetők: Roman Gofman Peter Stano Vonalbírók: Andrew Dalton Roman Kaderli |
| Dārziņš (Balcers, Bļugers) (PP) – 40:23 | 2–1                 |                                                |               | Játékvezetők: Roman Gofman Peter Stano Vonalbírók: Andrew Dalton Roman Kaderli |
| Ābols (Balcers, Ķēniņš) – 44:19 | 3–1                 |                                                |               |                                                                                |
| Meija (Cibuļskis, Bļugers) – 47:16 | 4–1                 |                                                |               |                                                                                |
| | 4–2                 | 55:44 – Herburger (Hofer, Zwerger) (PP)        |               |                                                                                |
| Ķēniņš (Balcers) – 56:00 | 5–2                 |                                                |               |                                                                                |

| 2019. május 11. 20:15 | Norvégia | 2–7 (1–3, 0–2, 1–2) | Csehország | Ondrej Nepela Jégcsarnok, Pozsony Nézőszám: 9033 |

| Jegyzőkönyv | Jegyzőkönyv                  | Jegyzőkönyv                      | Jegyzőkönyv  | Jegyzőkönyv                                                                             |
| --- | ---------------------------- | -------------------------------- | ------------ | --------------------------------------------------------------------------------------- |
| | Henrik Haukeland Henrik Holm | Kapusok                          | Šimon Hrubec | Játékvezetők: Mikko Kaukokari Gordon Schukies Vonalbírók: Joep Leermakers Dmitrij Sislo |
| \| \| 0–1 \| 02:33 – Hronek (Voráček, Frolík) \| \| \| 0–2 \| 06:34 – Hronek (Kubalík, Řepík) \| \| Lindström (Holøs, Martinsen) (PP) – 10:14 \| 1–2 \| \| \| \| 1–3 \| 15:32 – Frolík (SH) \| \| \| 1–4 \| 23:17 – Frolík (Voráček) (PP) \| \| \| 1–5 \| 33:36 – Řepík (Kubalík, Hronek) \| \| Olden (Olimb) – 40:52 \| 2–5 \| \| \| \| 2–6 \| 41:30 – Chytil (Rutta, Vrána) \| \| \| 2–7 \| 44:52 – Kubalík (Kovář) \| |                              |                                  |              | Játékvezetők: Mikko Kaukokari Gordon Schukies Vonalbírók: Joep Leermakers Dmitrij Sislo |
| 8 perc | Büntetések                   | 14 perc                          |              | Játékvezetők: Mikko Kaukokari Gordon Schukies Vonalbírók: Joep Leermakers Dmitrij Sislo |
| 24 | Lövések                      | 42                               |              | Játékvezetők: Mikko Kaukokari Gordon Schukies Vonalbírók: Joep Leermakers Dmitrij Sislo |
| | 0–1                          | 02:33 – Hronek (Voráček, Frolík) |              | Játékvezetők: Mikko Kaukokari Gordon Schukies Vonalbírók: Joep Leermakers Dmitrij Sislo |
| | 0–2                          | 06:34 – Hronek (Kubalík, Řepík)  |              | Játékvezetők: Mikko Kaukokari Gordon Schukies Vonalbírók: Joep Leermakers Dmitrij Sislo |
| Lindström (Holøs, Martinsen) (PP) – 10:14 | 1–2                          |                                  |              | Játékvezetők: Mikko Kaukokari Gordon Schukies Vonalbírók: Joep Leermakers Dmitrij Sislo |
| | 1–3                          | 15:32 – Frolík (SH)              |              |                                                                                         |
| | 1–4                          | 23:17 – Frolík (Voráček) (PP)    |              |                                                                                         |
| | 1–5                          | 33:36 – Řepík (Kubalík, Hronek)  |              |                                                                                         |
| Olden (Olimb) – 40:52 | 2–5                          |                                  |              |                                                                                         |
| | 2–6                          | 41:30 – Chytil (Rutta, Vrána)    |              |                                                                                         |
| | 2–7                          | 44:52 – Kubalík (Kovář)          |              |                                                                                         |

| 2019. május 12. 12:15 | Oroszország | 5–0 (1–0, 2–0, 2–0) | Ausztria | Ondrej Nepela Jégcsarnok, Pozsony Nézőszám: 9033 |

| Jegyzőkönyv | Jegyzőkönyv         | Jegyzőkönyv | Jegyzőkönyv | Jegyzőkönyv                                                                             |
| --- | ------------------- | ----------- | ----------- | --------------------------------------------------------------------------------------- |
| | Alekszandr Georgiev | Kapusok     |             | Játékvezetők: Linus Öhlund Gordon Schukies Vonalbírók: Joep Leermakers Nathan Vanoosten |
| \| Dadonov (Guszev, Kucserov) (PP) – 12:15 \| 1–0 \| \| \| Kucserov (Guszev) – 34:23 \| 2–0 \| \| \| Tyelegin (Kovalcsuk) – 34:59 \| 3–0 \| \| \| Dadonov (Szergacsov, Malkin) – 40:15 \| 4–0 \| \| \| Kovalcsuk (Orlov, Kuznyecov) (EA) – 44:06 \| 5–0 \| \| |                     |             |             | Játékvezetők: Linus Öhlund Gordon Schukies Vonalbírók: Joep Leermakers Nathan Vanoosten |
| 2 perc | Büntetések          | 8 perc      |             | Játékvezetők: Linus Öhlund Gordon Schukies Vonalbírók: Joep Leermakers Nathan Vanoosten |
| 37 | Lövések             | 15          |             | Játékvezetők: Linus Öhlund Gordon Schukies Vonalbírók: Joep Leermakers Nathan Vanoosten |
| Dadonov (Guszev, Kucserov) (PP) – 12:15 | 1–0                 |             |             | Játékvezetők: Linus Öhlund Gordon Schukies Vonalbírók: Joep Leermakers Nathan Vanoosten |
| Kucserov (Guszev) – 34:23 | 2–0                 |             |             | Játékvezetők: Linus Öhlund Gordon Schukies Vonalbírók: Joep Leermakers Nathan Vanoosten |
| Tyelegin (Kovalcsuk) – 34:59 | 3–0                 |             |             | Játékvezetők: Linus Öhlund Gordon Schukies Vonalbírók: Joep Leermakers Nathan Vanoosten |
| Dadonov (Szergacsov, Malkin) – 40:15 | 4–0                 |             |             |                                                                                         |
| Kovalcsuk (Orlov, Kuznyecov) (EA) – 44:06 | 5–0                 |             |             |                                                                                         |

| 2019. május 12. 16:15 | Olaszország | 0–8 (0–1, 0–1, 0–6) | Svédország | Ondrej Nepela Jégcsarnok, Pozsony Nézőszám: 6984 |

| Jegyzőkönyv | Jegyzőkönyv      | Jegyzőkönyv                                      | Jegyzőkönyv      | Jegyzőkönyv                                                                      |
| --- | ---------------- | ------------------------------------------------ | ---------------- | -------------------------------------------------------------------------------- |
| | Marco De Filippo | Kapusok                                          | Henrik Lundqvist | Játékvezetők: Stephen Reneau Peter Stano Vonalbírók: Andrew Dalton Dmitrij Sislo |
| \| \| 0–1 \| 02:10 – Lander (Bratt, Eriksson) \| \| \| 0–2 \| 25:25 – Hörnqvist (E. Pettersson, Eriksson) (PP) \| \| \| 0–3 \| 41:57 – Lindblom (A. Kempe, Nylander) (PP) \| \| \| 0–4 \| 42:52 – Krüger (Rasmussen, M. Kempe) \| \| \| 0–5 \| 48:55 – Lander (Eriksson) (SH) \| \| \| 0–6 \| 52:33 – Nylander \| \| \| 0–7 \| 55:32 – Lander (Lindholm) \| \| \| 0–8 \| 58:29 – Hörnqvist (A. Kempe) \| |                  |                                                  |                  | Játékvezetők: Stephen Reneau Peter Stano Vonalbírók: Andrew Dalton Dmitrij Sislo |
| 6 perc | Büntetések       | 4 perc                                           |                  | Játékvezetők: Stephen Reneau Peter Stano Vonalbírók: Andrew Dalton Dmitrij Sislo |
| 13 | Lövések          | 58                                               |                  | Játékvezetők: Stephen Reneau Peter Stano Vonalbírók: Andrew Dalton Dmitrij Sislo |
| | 0–1              | 02:10 – Lander (Bratt, Eriksson)                 |                  | Játékvezetők: Stephen Reneau Peter Stano Vonalbírók: Andrew Dalton Dmitrij Sislo |
| | 0–2              | 25:25 – Hörnqvist (E. Pettersson, Eriksson) (PP) |                  | Játékvezetők: Stephen Reneau Peter Stano Vonalbírók: Andrew Dalton Dmitrij Sislo |
| | 0–3              | 41:57 – Lindblom (A. Kempe, Nylander) (PP)       |                  | Játékvezetők: Stephen Reneau Peter Stano Vonalbírók: Andrew Dalton Dmitrij Sislo |
| | 0–4              | 42:52 – Krüger (Rasmussen, M. Kempe)             |                  |                                                                                  |
| | 0–5              | 48:55 – Lander (Eriksson) (SH)                   |                  |                                                                                  |
| | 0–6              | 52:33 – Nylander                                 |                  |                                                                                  |
| | 0–7              | 55:32 – Lander (Lindholm)                        |                  |                                                                                  |
| | 0–8              | 58:29 – Hörnqvist (A. Kempe)                     |                  |                                                                                  |

| 2019. május 12. 20:15 | Lettország | 1–3 (0–0, 1–1, 0–2) | Svájc | Ondrej Nepela Jégcsarnok, Pozsony Nézőszám: 7773 |

| Jegyzőkönyv | Jegyzőkönyv      | Jegyzőkönyv                            | Jegyzőkönyv     | Jegyzőkönyv                                                                           |
| --- | ---------------- | -------------------------------------- | --------------- | ------------------------------------------------------------------------------------- |
| | Elvis Merzļikins | Kapusok                                | Leonardo Genoni | Játékvezetők: Brett Iverson Mikko Kaukokari Vonalbírók: Bill Hancock Miroslav Lhotský |
| \| \| 0–1 \| 33:44 – Hofmann (Kurashev, Martschini) \| \| Indrašis (Balcers) (PP) – 34:15 \| 1–1 \| \| \| \| 1–2 \| 56:21 – Hischier (Praplan, Josi) \| \| \| 1–3 \| 59:19 – S. Moser (EN) \| |                  |                                        |                 | Játékvezetők: Brett Iverson Mikko Kaukokari Vonalbírók: Bill Hancock Miroslav Lhotský |
| 10 perc | Büntetések       | 12 perc                                |                 | Játékvezetők: Brett Iverson Mikko Kaukokari Vonalbírók: Bill Hancock Miroslav Lhotský |
| 21 | Lövések          | 37                                     |                 | Játékvezetők: Brett Iverson Mikko Kaukokari Vonalbírók: Bill Hancock Miroslav Lhotský |
| | 0–1              | 33:44 – Hofmann (Kurashev, Martschini) |                 | Játékvezetők: Brett Iverson Mikko Kaukokari Vonalbírók: Bill Hancock Miroslav Lhotský |
| Indrašis (Balcers) (PP) – 34:15 | 1–1              |                                        |                 | Játékvezetők: Brett Iverson Mikko Kaukokari Vonalbírók: Bill Hancock Miroslav Lhotský |
| | 1–2              | 56:21 – Hischier (Praplan, Josi)       |                 | Játékvezetők: Brett Iverson Mikko Kaukokari Vonalbírók: Bill Hancock Miroslav Lhotský |
| | 1–3              | 59:19 – S. Moser (EN)                  |                 |                                                                                       |

| 2019. május 13. 16:15 | Oroszország | 3–0 (1–0, 1–0, 1–0) | Csehország | Ondrej Nepela Jégcsarnok, Pozsony Nézőszám: 9085 |

| Jegyzőkönyv | Jegyzőkönyv          | Jegyzőkönyv | Jegyzőkönyv     | Jegyzőkönyv                                                                         |
| --- | -------------------- | ----------- | --------------- | ----------------------------------------------------------------------------------- |
| | Andrej Vaszilevszkij | Kapusok     | Patrik Bartošák | Játékvezetők: Brett Iverson Peter Stano Vonalbírók: Hannu Sormunen Nathan Vanoosten |
| \| Andronov (Hafizullin, Nyeszterov) – 13:02 \| 1–0 \| \| \| Guszev (Kucserov) – 32:35 \| 2–0 \| \| \| Zajcev (EN) – 59:04 \| 3–0 \| \| |                      |             |                 | Játékvezetők: Brett Iverson Peter Stano Vonalbírók: Hannu Sormunen Nathan Vanoosten |
| 10 perc | Büntetések           | 16 perc     |                 | Játékvezetők: Brett Iverson Peter Stano Vonalbírók: Hannu Sormunen Nathan Vanoosten |
| 28 | Lövések              | 23          |                 | Játékvezetők: Brett Iverson Peter Stano Vonalbírók: Hannu Sormunen Nathan Vanoosten |
| Andronov (Hafizullin, Nyeszterov) – 13:02                                                                                               | 1–0                  |             |                 | Játékvezetők: Brett Iverson Peter Stano Vonalbírók: Hannu Sormunen Nathan Vanoosten |
| Guszev (Kucserov) – 32:35 | 2–0                  |             |                 | Játékvezetők: Brett Iverson Peter Stano Vonalbírók: Hannu Sormunen Nathan Vanoosten |
| Zajcev (EN) – 59:04 | 3–0                  |             |                 | Játékvezetők: Brett Iverson Peter Stano Vonalbírók: Hannu Sormunen Nathan Vanoosten |

| 2019. május 13. 20:15 | Norvégia | 1–9 (0–3, 0–5, 1–1) | Svédország | Ondrej Nepela Jégcsarnok, Pozsony Nézőszám: 8850 |

| Jegyzőkönyv | Jegyzőkönyv                  | Jegyzőkönyv                                     | Jegyzőkönyv     | Jegyzőkönyv                                                                         |
| --- | ---------------------------- | ----------------------------------------------- | --------------- | ----------------------------------------------------------------------------------- |
| | Henrik Haukeland Henrik Holm | Kapusok                                         | Jacob Markström | Játékvezetők: Roman Gofman Gordon Schukies Vonalbírók: Bill Hancock Joep Leermakers |
| \| \| 0–1 \| 00:39 – Wennberg (Nylander) \| \| \| 0–2 \| 06:40 – Hörnqvist (Ekman-Larsson, Nylander) \| \| \| 0–3 \| 18:22 – Hörnqvist (Nylander) \| \| \| 0–4 \| 25:05 – A. Kempe (Lander) \| \| \| 0–5 \| 25:54 – Ekman-Larsson (Larsson, Wennberg) \| \| \| 0–6 \| 26:40 – M. Kempe (Lander, Gustafsson) \| \| \| 0–7 \| 29:38 – Wennberg (Nylander) \| \| \| 0–8 \| 38:40 – Eriksson (Lindholm, M. Pettersson) (PP) \| \| Trettenes (Valkvæ Olsen) – 51:14 \| 1–8 \| \| \| \| 1–9 \| 57:29 – Lindholm (Nylander, Lander) \| |                              |                                                 |                 | Játékvezetők: Roman Gofman Gordon Schukies Vonalbírók: Bill Hancock Joep Leermakers |
| 8 perc | Büntetések                   | 16 perc                                         |                 | Játékvezetők: Roman Gofman Gordon Schukies Vonalbírók: Bill Hancock Joep Leermakers |
| 17 | Lövések                      | 44                                              |                 | Játékvezetők: Roman Gofman Gordon Schukies Vonalbírók: Bill Hancock Joep Leermakers |
| | 0–1                          | 00:39 – Wennberg (Nylander)                     |                 | Játékvezetők: Roman Gofman Gordon Schukies Vonalbírók: Bill Hancock Joep Leermakers |
| | 0–2                          | 06:40 – Hörnqvist (Ekman-Larsson, Nylander)     |                 | Játékvezetők: Roman Gofman Gordon Schukies Vonalbírók: Bill Hancock Joep Leermakers |
| | 0–3                          | 18:22 – Hörnqvist (Nylander)                    |                 | Játékvezetők: Roman Gofman Gordon Schukies Vonalbírók: Bill Hancock Joep Leermakers |
| | 0–4                          | 25:05 – A. Kempe (Lander)                       |                 |                                                                                     |
| | 0–5                          | 25:54 – Ekman-Larsson (Larsson, Wennberg)       |                 |                                                                                     |
| | 0–6                          | 26:40 – M. Kempe (Lander, Gustafsson)           |                 |                                                                                     |
| | 0–7                          | 29:38 – Wennberg (Nylander)                     |                 |                                                                                     |
| | 0–8                          | 38:40 – Eriksson (Lindholm, M. Pettersson) (PP) |                 |                                                                                     |
| Trettenes (Valkvæ Olsen) – 51:14 | 1–8                          |                                                 |                 |                                                                                     |
| | 1–9                          | 57:29 – Lindholm (Nylander, Lander)             |                 |                                                                                     |

| 2019. május 14. 16:15 | Olaszország | 0–3 (0–0, 0–2, 0–1) | Lettország | Ondrej Nepela Jégcsarnok, Pozsony Nézőszám: 5532 |

| Jegyzőkönyv | Jegyzőkönyv     | Jegyzőkönyv                              | Jegyzőkönyv         | Jegyzőkönyv                                                                           |
| --- | --------------- | ---------------------------------------- | ------------------- | ------------------------------------------------------------------------------------- |
| | Andreas Bernard | Kapusok                                  | Kristers Gudļevskis | Játékvezetők: Stephen Reneau Gordon Schukies Vonalbírók: Andrew Dalton Hannu Sormunen |
| \| \| 0–1 \| 29:11 – Ro. Bukarts (Ri. Bukarts, Meija) \| \| \| 0–2 \| 38:14 – Marenis (Ģēģeris, Freibergs) \| \| \| 0–3 \| 59:04 – Bļugers (Balcers, Ķēniņš) (EN) \| |                 |                                          |                     | Játékvezetők: Stephen Reneau Gordon Schukies Vonalbírók: Andrew Dalton Hannu Sormunen |
| 6 perc | Büntetések      | 2 perc                                   |                     | Játékvezetők: Stephen Reneau Gordon Schukies Vonalbírók: Andrew Dalton Hannu Sormunen |
| 15 | Lövések         | 65                                       |                     | Játékvezetők: Stephen Reneau Gordon Schukies Vonalbírók: Andrew Dalton Hannu Sormunen |
| | 0–1             | 29:11 – Ro. Bukarts (Ri. Bukarts, Meija) |                     | Játékvezetők: Stephen Reneau Gordon Schukies Vonalbírók: Andrew Dalton Hannu Sormunen |
| | 0–2             | 38:14 – Marenis (Ģēģeris, Freibergs)     |                     | Játékvezetők: Stephen Reneau Gordon Schukies Vonalbírók: Andrew Dalton Hannu Sormunen |
| | 0–3             | 59:04 – Bļugers (Balcers, Ķēniņš) (EN)   |                     | Játékvezetők: Stephen Reneau Gordon Schukies Vonalbírók: Andrew Dalton Hannu Sormunen |

| 2019. május 14. 20:15 | Svájc | 4–0 (1–0, 0–0, 3–0) | Ausztria | Ondrej Nepela Jégcsarnok, Pozsony Nézőszám: 4488 |

| Jegyzőkönyv | Jegyzőkönyv | Jegyzőkönyv | Jegyzőkönyv   | Jegyzőkönyv                                                                           |
| --- | ----------- | ----------- | ------------- | ------------------------------------------------------------------------------------- |
| | Reto Berra  | Kapusok     | David Kickert | Játékvezetők: Mikko Kaukokari Aleksi Rantala Vonalbírók: Rene Jensen Lauri Nikulainen |
| \| Fiala (Hischier, Praplan) – 19:27 \| 1–0 \| \| \| Josi (Loeffel, S. Moser) – 53:02 \| 2–0 \| \| \| Kurashev (Hischier) (PP) – 58:34 \| 3–0 \| \| \| Andrighetto (Diaz, Praplan) (PP2) – 59:47 \| 4–0 \| \| |             |             |               | Játékvezetők: Mikko Kaukokari Aleksi Rantala Vonalbírók: Rene Jensen Lauri Nikulainen |
| 18 perc | Büntetések  | 28 perc     |               | Játékvezetők: Mikko Kaukokari Aleksi Rantala Vonalbírók: Rene Jensen Lauri Nikulainen |
| 45 | Lövések     | 18          |               | Játékvezetők: Mikko Kaukokari Aleksi Rantala Vonalbírók: Rene Jensen Lauri Nikulainen |
| Fiala (Hischier, Praplan) – 19:27 | 1–0         |             |               | Játékvezetők: Mikko Kaukokari Aleksi Rantala Vonalbírók: Rene Jensen Lauri Nikulainen |
| Josi (Loeffel, S. Moser) – 53:02 | 2–0         |             |               | Játékvezetők: Mikko Kaukokari Aleksi Rantala Vonalbírók: Rene Jensen Lauri Nikulainen |
| Kurashev (Hischier) (PP) – 58:34 | 3–0         |             |               | Játékvezetők: Mikko Kaukokari Aleksi Rantala Vonalbírók: Rene Jensen Lauri Nikulainen |
| Andrighetto (Diaz, Praplan) (PP2) – 59:47 | 4–0         |             |               |                                                                                       |

| 2019. május 15. 16:15 | Svájc | 4–1 (1–1, 1–0, 2–1) | Norvégia | Ondrej Nepela Jégcsarnok, Pozsony Nézőszám: 4673 |

| Jegyzőkönyv | Jegyzőkönyv     | Jegyzőkönyv                     | Jegyzőkönyv | Jegyzőkönyv                                                                         |
| --- | --------------- | ------------------------------- | ----------- | ----------------------------------------------------------------------------------- |
| | Leonardo Genoni | Kapusok                         | Henrik Holm | Játékvezetők: Brett Iverson Jeremy Tufts Vonalbírók: Andrew Dalton Lauri Nikulainen |
| \| Ambühl (Bertschy, Loeffel) – 05:30 \| 1–0 \| \| \| Hischier (Fiala) – 20:34 \| 2–0 \| \| \| Hofmann (Martschini) – 49:01 \| 3–0 \| \| \| Ambühl (Genazzi, S. Moser) – 56:02 \| 4–0 \| \| \| \| 4–1 \| 58:04 – Lindström (Reichenberg) \| |                 |                                 |             | Játékvezetők: Brett Iverson Jeremy Tufts Vonalbírók: Andrew Dalton Lauri Nikulainen |
| 10 perc | Büntetések      | 28 perc                         |             | Játékvezetők: Brett Iverson Jeremy Tufts Vonalbírók: Andrew Dalton Lauri Nikulainen |
| 42 | Lövések         | 32                              |             | Játékvezetők: Brett Iverson Jeremy Tufts Vonalbírók: Andrew Dalton Lauri Nikulainen |
| Ambühl (Bertschy, Loeffel) – 05:30 | 1–0             |                                 |             | Játékvezetők: Brett Iverson Jeremy Tufts Vonalbírók: Andrew Dalton Lauri Nikulainen |
| Hischier (Fiala) – 20:34 | 2–0             |                                 |             | Játékvezetők: Brett Iverson Jeremy Tufts Vonalbírók: Andrew Dalton Lauri Nikulainen |
| Hofmann (Martschini) – 49:01 | 3–0             |                                 |             | Játékvezetők: Brett Iverson Jeremy Tufts Vonalbírók: Andrew Dalton Lauri Nikulainen |
| Ambühl (Genazzi, S. Moser) – 56:02 | 4–0             |                                 |             |                                                                                     |
| | 4–1             | 58:04 – Lindström (Reichenberg) |             |                                                                                     |

| 2019. május 15. 20:15 | Oroszország | 10–0 (4–0, 4–0, 2–0) | Olaszország | Ondrej Nepela Jégcsarnok, Pozsony Nézőszám: 7535 |

| Jegyzőkönyv | Jegyzőkönyv          | Jegyzőkönyv | Jegyzőkönyv     | Jegyzőkönyv                                                                         |
| --- | -------------------- | ----------- | --------------- | ----------------------------------------------------------------------------------- |
| | Andrej Vaszilevszkij | Kapusok     | Andreas Bernard | Játékvezetők: Mikko Kaukokari Aleksi Rantala Vonalbírók: Rene Jensen Dustin McCrank |
| \| Zajcev (Guszev, Kucserov) – 00:31 \| 1–0 \| \| \| Hafizullin (Guszev, Kucserov) – 08:30 \| 2–0 \| \| \| Kuznyecov (Barabanov) – 13:15 \| 3–0 \| \| \| Ovecskin (Kuznyecov) – 16:14 \| 4–0 \| \| \| Kuznyecov (Ovecskin, Orlov) – 20:18 \| 5–0 \| \| \| Kovalcsuk (Kuznyecov) – 26:03 \| 6–0 \| \| \| Dadonov (Kucserov, Guszev) (PP) – 33:41 \| 7–0 \| \| \| Grigorenko (Barabanov) (SH) – 36:25 \| 8–0 \| \| \| Kucserov (Hafizullin, Zajcev) – 44:52 \| 9–0 \| \| \| Dadonov (Kovalcsuk) – 45:27 \| 10–0 \| \| |                      |             |                 | Játékvezetők: Mikko Kaukokari Aleksi Rantala Vonalbírók: Rene Jensen Dustin McCrank |
| 4 perc | Büntetések           | 8 perc      |                 | Játékvezetők: Mikko Kaukokari Aleksi Rantala Vonalbírók: Rene Jensen Dustin McCrank |
| 40 | Lövések              | 15          |                 | Játékvezetők: Mikko Kaukokari Aleksi Rantala Vonalbírók: Rene Jensen Dustin McCrank |
| Zajcev (Guszev, Kucserov) – 00:31 | 1–0                  |             |                 | Játékvezetők: Mikko Kaukokari Aleksi Rantala Vonalbírók: Rene Jensen Dustin McCrank |
| Hafizullin (Guszev, Kucserov) – 08:30 | 2–0                  |             |                 | Játékvezetők: Mikko Kaukokari Aleksi Rantala Vonalbírók: Rene Jensen Dustin McCrank |
| Kuznyecov (Barabanov) – 13:15 | 3–0                  |             |                 | Játékvezetők: Mikko Kaukokari Aleksi Rantala Vonalbírók: Rene Jensen Dustin McCrank |
| Ovecskin (Kuznyecov) – 16:14 | 4–0                  |             |                 |                                                                                     |
| Kuznyecov (Ovecskin, Orlov) – 20:18 | 5–0                  |             |                 |                                                                                     |
| Kovalcsuk (Kuznyecov) – 26:03 | 6–0                  |             |                 |                                                                                     |
| Dadonov (Kucserov, Guszev) (PP) – 33:41 | 7–0                  |             |                 |                                                                                     |
| Grigorenko (Barabanov) (SH) – 36:25 | 8–0                  |             |                 |                                                                                     |
| Kucserov (Hafizullin, Zajcev) – 44:52 | 9–0                  |             |                 |                                                                                     |
| Dadonov (Kovalcsuk) – 45:27 | 10–0                 |             |                 |                                                                                     |

| 2019. május 16. 16:15 | Svédország | 9–1 (5–0, 2–0, 2–1) | Ausztria | Ondrej Nepela Jégcsarnok, Pozsony Nézőszám: 8386 |

| Jegyzőkönyv | Jegyzőkönyv      | Jegyzőkönyv                         | Jegyzőkönyv        | Jegyzőkönyv                                                                      |
| --- | ---------------- | ----------------------------------- | ------------------ | -------------------------------------------------------------------------------- |
| | Henrik Lundqvist | Kapusok                             | Bernhard Starkbaum | Játékvezetők: Brett Iverson Peter Stano Vonalbírók: Andrew Dalton Hannu Sormunen |
| \| Landeskog (E. Pettersson, Lindholm) – 01:09 \| 1–0 \| \| \| Krüger (Lindblom) – 02:37 \| 2–0 \| \| \| Nylander (Wennberg, Hörnqvist) – 05:41 \| 3–0 \| \| \| Larsson (Nylander) – 07:32 \| 4–0 \| \| \| A. Kempe (Lander, Ekholm) – 14:39 \| 5–0 \| \| \| Rasmussen (Krüger) (SH) – 29:13 \| 6–0 \| \| \| Lindholm (Landeskog, E. Pettersson) – 33:22 \| 7–0 \| \| \| Ekman-Larsson (Wennberg, Hörnqvist) (PP) – 42:40 \| 8–0 \| \| \| E. Pettersson (Lindholm, Landeskog) – 45:31 \| 9–0 \| \| \| \| 9–1 \| 47:46 – M. Raffl (Hofer, Schlacher) \| |                  |                                     |                    | Játékvezetők: Brett Iverson Peter Stano Vonalbírók: Andrew Dalton Hannu Sormunen |
| 8 perc | Büntetések       | 10 perc                             |                    | Játékvezetők: Brett Iverson Peter Stano Vonalbírók: Andrew Dalton Hannu Sormunen |
| 36 | Lövések          | 22                                  |                    | Játékvezetők: Brett Iverson Peter Stano Vonalbírók: Andrew Dalton Hannu Sormunen |
| Landeskog (E. Pettersson, Lindholm) – 01:09 | 1–0              |                                     |                    | Játékvezetők: Brett Iverson Peter Stano Vonalbírók: Andrew Dalton Hannu Sormunen |
| Krüger (Lindblom) – 02:37 | 2–0              |                                     |                    | Játékvezetők: Brett Iverson Peter Stano Vonalbírók: Andrew Dalton Hannu Sormunen |
| Nylander (Wennberg, Hörnqvist) – 05:41 | 3–0              |                                     |                    | Játékvezetők: Brett Iverson Peter Stano Vonalbírók: Andrew Dalton Hannu Sormunen |
| Larsson (Nylander) – 07:32 | 4–0              |                                     |                    |                                                                                  |
| A. Kempe (Lander, Ekholm) – 14:39 | 5–0              |                                     |                    |                                                                                  |
| Rasmussen (Krüger) (SH) – 29:13 | 6–0              |                                     |                    |                                                                                  |
| Lindholm (Landeskog, E. Pettersson) – 33:22 | 7–0              |                                     |                    |                                                                                  |
| Ekman-Larsson (Wennberg, Hörnqvist) (PP) – 42:40 | 8–0              |                                     |                    |                                                                                  |
| E. Pettersson (Lindholm, Landeskog) – 45:31 | 9–0              |                                     |                    |                                                                                  |
| | 9–1              | 47:46 – M. Raffl (Hofer, Schlacher) |                    |                                                                                  |

| 2019. május 16. 20:15 | Csehország | 6–3 (0–2, 4–0, 2–1) | Lettország | Ondrej Nepela Jégcsarnok, Pozsony Nézőszám: 9084 |

| Jegyzőkönyv | Jegyzőkönyv     | Jegyzőkönyv                                 | Jegyzőkönyv      | Jegyzőkönyv                                                                     |
| --- | --------------- | ------------------------------------------- | ---------------- | ------------------------------------------------------------------------------- |
| | Patrik Bartošák | Kapusok                                     | Elvis Merzļikins | Játékvezetők: Oliver Gouin Jeremy Tufts Vonalbírók: Dmitrij Goljak Brian Oliver |
| \| \| 0–1 \| 06:04 – Indrašis (Dārziņš, Cibuļskis) (PP2) \| \| \| 0–2 \| 13:08 – Dārziņš (Balcers, Cibuļskis) (PP) \| \| Hronek (Voráček) (PP) – 25:41 \| 1–2 \| \| \| Kovář (Palát, Zámorský) – 31:01 \| 2–2 \| \| \| Voráček (Simon, Hronek) – 37:38 \| 3–2 \| \| \| Vrána (Faksa, Gudas) – 38:40 \| 4–2 \| \| \| Simon (Voráček, Frolík) – 45:44 \| 5–2 \| \| \| \| 5–3 \| 55:28 – Dārziņš (Cibuļskis) (PP, EA) \| \| Voráček (Frolík, Simon) (EN) – 58:28 \| 6–3 \| \| |                 |                                             |                  | Játékvezetők: Oliver Gouin Jeremy Tufts Vonalbírók: Dmitrij Goljak Brian Oliver |
| 14 perc | Büntetések      | 54 perc                                     |                  | Játékvezetők: Oliver Gouin Jeremy Tufts Vonalbírók: Dmitrij Goljak Brian Oliver |
| 39 | Lövések         | 24                                          |                  | Játékvezetők: Oliver Gouin Jeremy Tufts Vonalbírók: Dmitrij Goljak Brian Oliver |
| | 0–1             | 06:04 – Indrašis (Dārziņš, Cibuļskis) (PP2) |                  | Játékvezetők: Oliver Gouin Jeremy Tufts Vonalbírók: Dmitrij Goljak Brian Oliver |
| | 0–2             | 13:08 – Dārziņš (Balcers, Cibuļskis) (PP)   |                  | Játékvezetők: Oliver Gouin Jeremy Tufts Vonalbírók: Dmitrij Goljak Brian Oliver |
| Hronek (Voráček) (PP) – 25:41 | 1–2             |                                             |                  | Játékvezetők: Oliver Gouin Jeremy Tufts Vonalbírók: Dmitrij Goljak Brian Oliver |
| Kovář (Palát, Zámorský) – 31:01 | 2–2             |                                             |                  |                                                                                 |
| Voráček (Simon, Hronek) – 37:38 | 3–2             |                                             |                  |                                                                                 |
| Vrána (Faksa, Gudas) – 38:40 | 4–2             |                                             |                  |                                                                                 |
| Simon (Voráček, Frolík) – 45:44 | 5–2             |                                             |                  |                                                                                 |
| | 5–3             | 55:28 – Dārziņš (Cibuļskis) (PP, EA)        |                  |                                                                                 |
| Voráček (Frolík, Simon) (EN) – 58:28 | 6–3             |                                             |                  |                                                                                 |

| 2019. május 17. 16:15 | Ausztria | 3–5 (0–1, 1–1, 2–2) | Norvégia | Ondrej Nepela Jégcsarnok, Pozsony Nézőszám: 8196 |

| Jegyzőkönyv | Jegyzőkönyv        | Jegyzőkönyv                                  | Jegyzőkönyv | Jegyzőkönyv                                                                       |
| --- | ------------------ | -------------------------------------------- | ----------- | --------------------------------------------------------------------------------- |
| | Bernhard Starkbaum | Kapusok                                      | Henrik Holm | Játékvezetők: Jan Hribik Aleksi Rantala Vonalbírók: Dmitrij Goljak Dustin McCrank |
| \| \| 0–1 \| 2:01 – Bull (Lindström) \| \| Schneider (Heinrich, Komarek) (PP2) – 22:08 \| 1–1 \| \| \| \| 1–2 \| 36:42 – Johannesen (Valkvæ Olsen, Martinsen) \| \| Komarek (Pallestrang, Schneider) – 49:37 \| 2–2 \| \| \| \| 2–3 \| 50:33 – Reichenberg (Haga, Holøs) \| \| \| 2–4 \| 53:22 – Bull (Olimb, Reichenberg) (EA) \| \| Heinrich (Schneider, Zwerger) (EA) – 59:09 \| 3–4 \| \| \| \| 3–5 \| 59:17 – Bull (Lindström) (EN) \| |                    |                                              |             | Játékvezetők: Jan Hribik Aleksi Rantala Vonalbírók: Dmitrij Goljak Dustin McCrank |
| 4 perc | Büntetések         | 8 perc                                       |             | Játékvezetők: Jan Hribik Aleksi Rantala Vonalbírók: Dmitrij Goljak Dustin McCrank |
| 33 | Lövések            | 30                                           |             | Játékvezetők: Jan Hribik Aleksi Rantala Vonalbírók: Dmitrij Goljak Dustin McCrank |
| | 0–1                | 2:01 – Bull (Lindström)                      |             | Játékvezetők: Jan Hribik Aleksi Rantala Vonalbírók: Dmitrij Goljak Dustin McCrank |
| Schneider (Heinrich, Komarek) (PP2) – 22:08 | 1–1                |                                              |             | Játékvezetők: Jan Hribik Aleksi Rantala Vonalbírók: Dmitrij Goljak Dustin McCrank |
| | 1–2                | 36:42 – Johannesen (Valkvæ Olsen, Martinsen) |             | Játékvezetők: Jan Hribik Aleksi Rantala Vonalbírók: Dmitrij Goljak Dustin McCrank |
| Komarek (Pallestrang, Schneider) – 49:37 | 2–2                |                                              |             |                                                                                   |
| | 2–3                | 50:33 – Reichenberg (Haga, Holøs)            |             |                                                                                   |
| | 2–4                | 53:22 – Bull (Olimb, Reichenberg) (EA)       |             |                                                                                   |
| Heinrich (Schneider, Zwerger) (EA) – 59:09 | 3–4                |                                              |             |                                                                                   |
| | 3–5                | 59:17 – Bull (Lindström) (EN)                |             |                                                                                   |

| 2019. május 17. 20:15 | Csehország | 8–0 (1–0, 4–0, 3–0) | Olaszország | Ondrej Nepela Jégcsarnok, Pozsony Nézőszám: 9082 |

| Jegyzőkönyv | Jegyzőkönyv    | Jegyzőkönyv | Jegyzőkönyv      | Jegyzőkönyv                                                                            |
| --- | -------------- | ----------- | ---------------- | -------------------------------------------------------------------------------------- |
| | Pavel Francouz | Kapusok     | Marco De Filippo | Játékvezetők: Oliver Gouin Jevgenyij Romasko Vonalbírók: Gleb Lazarev Lauri Nikulainen |
| \| Gulaš (Kubalík) – 07:04 \| 1–0 \| \| \| Gudas (Jaškin) – 27:09 \| 2–0 \| \| \| Frolík (Moravčík, Simon) – 32:07 \| 3–0 \| \| \| Kovář (Voráček, Frolík) (PP) – 33:43 \| 4–0 \| \| \| Jaškin (Chytil, Řepík) – 34:17 \| 5–0 \| \| \| Simon (Voráček, Frolík) – 56:02 \| 6–0 \| \| \| Jaškin (Musil, Řepík) – 57:42 \| 7–0 \| \| \| Frolík (Kolář) – 57:58 \| 8–0 \| \| |                |             |                  | Játékvezetők: Oliver Gouin Jevgenyij Romasko Vonalbírók: Gleb Lazarev Lauri Nikulainen |
| 2 perc | Büntetések     | 6 perc      |                  | Játékvezetők: Oliver Gouin Jevgenyij Romasko Vonalbírók: Gleb Lazarev Lauri Nikulainen |
| 48 | Lövések        | 15          |                  | Játékvezetők: Oliver Gouin Jevgenyij Romasko Vonalbírók: Gleb Lazarev Lauri Nikulainen |
| Gulaš (Kubalík) – 07:04 | 1–0            |             |                  | Játékvezetők: Oliver Gouin Jevgenyij Romasko Vonalbírók: Gleb Lazarev Lauri Nikulainen |
| Gudas (Jaškin) – 27:09 | 2–0            |             |                  | Játékvezetők: Oliver Gouin Jevgenyij Romasko Vonalbírók: Gleb Lazarev Lauri Nikulainen |
| Frolík (Moravčík, Simon) – 32:07 | 3–0            |             |                  | Játékvezetők: Oliver Gouin Jevgenyij Romasko Vonalbírók: Gleb Lazarev Lauri Nikulainen |
| Kovář (Voráček, Frolík) (PP) – 33:43 | 4–0            |             |                  |                                                                                        |
| Jaškin (Chytil, Řepík) – 34:17 | 5–0            |             |                  |                                                                                        |
| Simon (Voráček, Frolík) – 56:02 | 6–0            |             |                  |                                                                                        |
| Jaškin (Musil, Řepík) – 57:42 | 7–0            |             |                  |                                                                                        |
| Frolík (Kolář) – 57:58 | 8–0            |             |                  |                                                                                        |

| 2019. május 18. 12:15 | Lettország | 1–3 (1–0, 0–3, 0–0) | Oroszország | Ondrej Nepela Jégcsarnok, Pozsony Nézőszám: 9084 |

| Jegyzőkönyv | Jegyzőkönyv      | Jegyzőkönyv                             | Jegyzőkönyv          | Jegyzőkönyv                                                                        |
| --- | ---------------- | --------------------------------------- | -------------------- | ---------------------------------------------------------------------------------- |
| | Elvis Merzļikins | Kapusok                                 | Andrej Vaszilevszkij | Játékvezetők: Jan Hribik Maksim Szidorenko Vonalbírók: Dmitrij Goljak Brian Oliver |
| \| Cibuļskis (Indrašis) (PP) – 10:28 \| 1–0 \| \| \| \| 1–1 \| 20:27 – Orlov (Kovalcsuk, Plotnyikov) \| \| \| 1–2 \| 23:50 – Guszev (Dadonov, Kucserov) (PP) \| \| \| 1–3 \| 32:40 – Kucserov (Anyiszimov) \| |                  |                                         |                      | Játékvezetők: Jan Hribik Maksim Szidorenko Vonalbírók: Dmitrij Goljak Brian Oliver |
| 12 perc | Büntetések       | 18 perc                                 |                      | Játékvezetők: Jan Hribik Maksim Szidorenko Vonalbírók: Dmitrij Goljak Brian Oliver |
| 27 | Lövések          | 33                                      |                      | Játékvezetők: Jan Hribik Maksim Szidorenko Vonalbírók: Dmitrij Goljak Brian Oliver |
| Cibuļskis (Indrašis) (PP) – 10:28 | 1–0              |                                         |                      | Játékvezetők: Jan Hribik Maksim Szidorenko Vonalbírók: Dmitrij Goljak Brian Oliver |
| | 1–1              | 20:27 – Orlov (Kovalcsuk, Plotnyikov)   |                      | Játékvezetők: Jan Hribik Maksim Szidorenko Vonalbírók: Dmitrij Goljak Brian Oliver |
| | 1–2              | 23:50 – Guszev (Dadonov, Kucserov) (PP) |                      | Játékvezetők: Jan Hribik Maksim Szidorenko Vonalbírók: Dmitrij Goljak Brian Oliver |
| | 1–3              | 32:40 – Kucserov (Anyiszimov)           |                      |                                                                                    |

| 2019. május 18. 16:15 | Olaszország | 1–7 (0–1, 0–0, 1–6) | Norvégia | Ondrej Nepela Jégcsarnok, Pozsony Nézőszám: 8872 |

| Jegyzőkönyv | Jegyzőkönyv     | Jegyzőkönyv                             | Jegyzőkönyv | Jegyzőkönyv                                                                              |
| --- | --------------- | --------------------------------------- | ----------- | ---------------------------------------------------------------------------------------- |
| | Andreas Bernard | Kapusok                                 | Henrik Holm | Játékvezetők: Jevgenyij Romasko Jeremy Tufts Vonalbírók: Dustin McCrank Lauri Nikulainen |
| \| \| 0–1 \| 15:23 – Reichenberg (Lesund, Martinsen) \| \| \| 0–2 \| 41:47 – Trettenes (Olimb, Valkvæ Olsen) \| \| Miceli (Helfer, S. Kostner) – 42:03 \| 1–2 \| \| \| \| 1–3 \| 43:55 – Haga (Valkvæ Olsen, Bonsaksen) \| \| \| 1–4 \| 47:45 – Lindström (Martinsen) \| \| \| 1–5 \| 49:06 – Olden (Holøs, Olimb) \| \| \| 1–6 \| 51:39 – Røymark \| \| \| 1–7 \| 59:08 – Espeland (Bull, Haga) (PP) \| |                 |                                         |             | Játékvezetők: Jevgenyij Romasko Jeremy Tufts Vonalbírók: Dustin McCrank Lauri Nikulainen |
| 4 perc | Büntetések      | 8 perc                                  |             | Játékvezetők: Jevgenyij Romasko Jeremy Tufts Vonalbírók: Dustin McCrank Lauri Nikulainen |
| 20 | Lövések         | 35                                      |             | Játékvezetők: Jevgenyij Romasko Jeremy Tufts Vonalbírók: Dustin McCrank Lauri Nikulainen |
| | 0–1             | 15:23 – Reichenberg (Lesund, Martinsen) |             | Játékvezetők: Jevgenyij Romasko Jeremy Tufts Vonalbírók: Dustin McCrank Lauri Nikulainen |
| | 0–2             | 41:47 – Trettenes (Olimb, Valkvæ Olsen) |             | Játékvezetők: Jevgenyij Romasko Jeremy Tufts Vonalbírók: Dustin McCrank Lauri Nikulainen |
| Miceli (Helfer, S. Kostner) – 42:03 | 1–2             |                                         |             | Játékvezetők: Jevgenyij Romasko Jeremy Tufts Vonalbírók: Dustin McCrank Lauri Nikulainen |
| | 1–3             | 43:55 – Haga (Valkvæ Olsen, Bonsaksen)  |             |                                                                                          |
| | 1–4             | 47:45 – Lindström (Martinsen)           |             |                                                                                          |
| | 1–5             | 49:06 – Olden (Holøs, Olimb)            |             |                                                                                          |
| | 1–6             | 51:39 – Røymark                         |             |                                                                                          |
| | 1–7             | 59:08 – Espeland (Bull, Haga) (PP)      |             |                                                                                          |

| 2019. május 18. 20:15 | Svédország | 4–3 (1–1, 2–1, 1–1) | Svájc | Ondrej Nepela Jégcsarnok, Pozsony Nézőszám: 9085 |

| Jegyzőkönyv | Jegyzőkönyv      | Jegyzőkönyv                       | Jegyzőkönyv | Jegyzőkönyv                                                                     |
| --- | ---------------- | --------------------------------- | ----------- | ------------------------------------------------------------------------------- |
| | Henrik Lundqvist | Kapusok                           | Reto Berra  | Játékvezetők: Oliver Gouin Manuel Nikolic Vonalbírók: Rene Jensen Jiří Ondráček |
| \| \| 0–1 \| 04:09 – Andrighetto (Haas) \| \| Wennberg (Klingberg) (PP) – 18:44 \| 1–1 \| \| \| Nylander (Hörnqvist, Larsson) – 25:20 \| 2–1 \| \| \| \| 2–2 \| 27:58 – Genazzi (Josi) \| \| Gustafsson (Nylander) – 28:28 \| 3–2 \| \| \| \| 3–3 \| 50:27 – Haas (Scherwey, Bertschy) \| \| Ekman-Larsson (Nylander, Wennberg) – 51:47 \| 4–3 \| \| |                  |                                   |             | Játékvezetők: Oliver Gouin Manuel Nikolic Vonalbírók: Rene Jensen Jiří Ondráček |
| 12 perc | Büntetések       | 6 perc                            |             | Játékvezetők: Oliver Gouin Manuel Nikolic Vonalbírók: Rene Jensen Jiří Ondráček |
| 29 | Lövések          | 24                                |             | Játékvezetők: Oliver Gouin Manuel Nikolic Vonalbírók: Rene Jensen Jiří Ondráček |
| | 0–1              | 04:09 – Andrighetto (Haas)        |             | Játékvezetők: Oliver Gouin Manuel Nikolic Vonalbírók: Rene Jensen Jiří Ondráček |
| Wennberg (Klingberg) (PP) – 18:44 | 1–1              |                                   |             | Játékvezetők: Oliver Gouin Manuel Nikolic Vonalbírók: Rene Jensen Jiří Ondráček |
| Nylander (Hörnqvist, Larsson) – 25:20 | 2–1              |                                   |             | Játékvezetők: Oliver Gouin Manuel Nikolic Vonalbírók: Rene Jensen Jiří Ondráček |
| | 2–2              | 27:58 – Genazzi (Josi)            |             |                                                                                 |
| Gustafsson (Nylander) – 28:28 | 3–2              |                                   |             |                                                                                 |
| | 3–3              | 50:27 – Haas (Scherwey, Bertschy) |             |                                                                                 |
| Ekman-Larsson (Nylander, Wennberg) – 51:47 | 4–3              |                                   |             |                                                                                 |

| 2019. május 19. 16:15 | Ausztria | 0–8 (0–2, 0–3, 0–3) | Csehország | Ondrej Nepela Jégcsarnok, Pozsony Nézőszám: 9072 |

| Jegyzőkönyv | Jegyzőkönyv  | Jegyzőkönyv                          | Jegyzőkönyv    | Jegyzőkönyv                                                                           |
| --- | ------------ | ------------------------------------ | -------------- | ------------------------------------------------------------------------------------- |
| | Lukas Herzog | Kapusok                              | Pavel Francouz | Játékvezetők: Aleksi Rantala Maksim Szidorenko Vonalbírók: Rene Jensen Dustin McCrank |
| \| \| 0–1 \| 06:30 – Faksa (Kolář, Gudas) \| \| \| 0–2 \| 14:30 – Kubalík (Gudas) \| \| \| 0–3 \| 20:41 – Simon (Voráček, Hronek) \| \| \| 0–4 \| 30:14 – Řepík (Faksa, Kubalík) (PP2) \| \| \| 0–5 \| 30:55 – Frolík (Gulaš, Hronek) (PP2) \| \| \| 0–6 \| 42:26 – Řepík (Kubalík, Kolář) \| \| \| 0–7 \| 44:06 – Kolář (Voráček, Frolík) \| \| \| 0–8 \| 45:01 – Vrána (Jaškin, Faksa) \| |              |                                      |                | Játékvezetők: Aleksi Rantala Maksim Szidorenko Vonalbírók: Rene Jensen Dustin McCrank |
| 10 perc | Büntetések   | 16 perc                              |                | Játékvezetők: Aleksi Rantala Maksim Szidorenko Vonalbírók: Rene Jensen Dustin McCrank |
| 16 | Lövések      | 39                                   |                | Játékvezetők: Aleksi Rantala Maksim Szidorenko Vonalbírók: Rene Jensen Dustin McCrank |
| | 0–1          | 06:30 – Faksa (Kolář, Gudas)         |                | Játékvezetők: Aleksi Rantala Maksim Szidorenko Vonalbírók: Rene Jensen Dustin McCrank |
| | 0–2          | 14:30 – Kubalík (Gudas)              |                | Játékvezetők: Aleksi Rantala Maksim Szidorenko Vonalbírók: Rene Jensen Dustin McCrank |
| | 0–3          | 20:41 – Simon (Voráček, Hronek)      |                | Játékvezetők: Aleksi Rantala Maksim Szidorenko Vonalbírók: Rene Jensen Dustin McCrank |
| | 0–4          | 30:14 – Řepík (Faksa, Kubalík) (PP2) |                |                                                                                       |
| | 0–5          | 30:55 – Frolík (Gulaš, Hronek) (PP2) |                |                                                                                       |
| | 0–6          | 42:26 – Řepík (Kubalík, Kolář)       |                |                                                                                       |
| | 0–7          | 44:06 – Kolář (Voráček, Frolík)      |                |                                                                                       |
| | 0–8          | 45:01 – Vrána (Jaškin, Faksa)        |                |                                                                                       |

| 2019. május 19. 20:15 | Svájc | 0–3 (0–1, 0–1, 0–1) | Oroszország | Ondrej Nepela Jégcsarnok, Pozsony Nézőszám: 9056 |

| Jegyzőkönyv | Jegyzőkönyv     | Jegyzőkönyv                           | Jegyzőkönyv         | Jegyzőkönyv                                                                        |
| --- | --------------- | ------------------------------------- | ------------------- | ---------------------------------------------------------------------------------- |
| | Leonardo Genoni | Kapusok                               | Alekszandr Georgiev | Játékvezetők: Tobias Bjork Jeremy Tufts Vonalbírók: Andreas Malmqvist Brian Oliver |
| \| \| 0–1 \| 03:36 – Anyiszimov (Orlov, Guszev) \| \| \| 0–2 \| 26:20 – Kucserov (Guszev) (PP) \| \| \| 0–3 \| 55:20 – Kucserov (Anyiszimov, Zajcev) \| |                 |                                       |                     | Játékvezetők: Tobias Bjork Jeremy Tufts Vonalbírók: Andreas Malmqvist Brian Oliver |
| 8 perc | Büntetések      | 14 perc                               |                     | Játékvezetők: Tobias Bjork Jeremy Tufts Vonalbírók: Andreas Malmqvist Brian Oliver |
| 31 | Lövések         | 34                                    |                     | Játékvezetők: Tobias Bjork Jeremy Tufts Vonalbírók: Andreas Malmqvist Brian Oliver |
| | 0–1             | 03:36 – Anyiszimov (Orlov, Guszev)    |                     | Játékvezetők: Tobias Bjork Jeremy Tufts Vonalbírók: Andreas Malmqvist Brian Oliver |
| | 0–2             | 26:20 – Kucserov (Guszev) (PP)        |                     | Játékvezetők: Tobias Bjork Jeremy Tufts Vonalbírók: Andreas Malmqvist Brian Oliver |
| | 0–3             | 55:20 – Kucserov (Anyiszimov, Zajcev) |                     | Játékvezetők: Tobias Bjork Jeremy Tufts Vonalbírók: Andreas Malmqvist Brian Oliver |

| 2019. május 20. 16:15 | Svédország | 5–4 (1–0, 1–1, 3–3) | Lettország | Ondrej Nepela Jégcsarnok, Pozsony Nézőszám: 9085 |

| Jegyzőkönyv | Jegyzőkönyv      | Jegyzőkönyv                                       | Jegyzőkönyv                          | Jegyzőkönyv                                                                             |
| --- | ---------------- | ------------------------------------------------- | ------------------------------------ | --------------------------------------------------------------------------------------- |
| | Henrik Lundqvist | Kapusok                                           | Kristers Gudļevskis Elvis Merzļikins | Játékvezetők: Aleksi Rantala Jevgenyij Romasko Vonalbírók: Rene Jensen Lauri Nikulainen |
| \| E. Pettersson (Landeskog, Lindholm) (PP) – 10:15 \| 1–0 \| \| \| \| 1–1 \| 29:35 – Ro. Bukarts (Ri. Bukarts, Freibergs) (PP) \| \| A. Kempe (Nylander, Klingberg) – 33:38 \| 2–1 \| \| \| \| 2–2 \| 41:11 – Ro. Bukarts (PP) \| \| \| 2–3 \| 43:42 – Jaks (Ri. Bukarts, Dārziņš) \| \| Lander (A. Kempe) – 49:00 \| 3–3 \| \| \| Hörnqvist (Ekholm, Nylander) – 50:09 \| 4–3 \| \| \| \| 4–4 \| 56:36 – Ro. Bukarts (Indrašis, Sotnieks) \| \| Rasmussen (EN) – 59:26 \| 5–4 \| \| |                  |                                                   |                                      | Játékvezetők: Aleksi Rantala Jevgenyij Romasko Vonalbírók: Rene Jensen Lauri Nikulainen |
| 6 perc | Büntetések       | 6 perc                                            |                                      | Játékvezetők: Aleksi Rantala Jevgenyij Romasko Vonalbírók: Rene Jensen Lauri Nikulainen |
| 35 | Lövések          | 29                                                |                                      | Játékvezetők: Aleksi Rantala Jevgenyij Romasko Vonalbírók: Rene Jensen Lauri Nikulainen |
| E. Pettersson (Landeskog, Lindholm) (PP) – 10:15 | 1–0              |                                                   |                                      | Játékvezetők: Aleksi Rantala Jevgenyij Romasko Vonalbírók: Rene Jensen Lauri Nikulainen |
| | 1–1              | 29:35 – Ro. Bukarts (Ri. Bukarts, Freibergs) (PP) |                                      | Játékvezetők: Aleksi Rantala Jevgenyij Romasko Vonalbírók: Rene Jensen Lauri Nikulainen |
| A. Kempe (Nylander, Klingberg) – 33:38 | 2–1              |                                                   |                                      | Játékvezetők: Aleksi Rantala Jevgenyij Romasko Vonalbírók: Rene Jensen Lauri Nikulainen |
| | 2–2              | 41:11 – Ro. Bukarts (PP)                          |                                      |                                                                                         |
| | 2–3              | 43:42 – Jaks (Ri. Bukarts, Dārziņš)               |                                      |                                                                                         |
| Lander (A. Kempe) – 49:00 | 3–3              |                                                   |                                      |                                                                                         |
| Hörnqvist (Ekholm, Nylander) – 50:09 | 4–3              |                                                   |                                      |                                                                                         |
| | 4–4              | 56:36 – Ro. Bukarts (Indrašis, Sotnieks)          |                                      |                                                                                         |
| Rasmussen (EN) – 59:26 | 5–4              |                                                   |                                      |                                                                                         |

| 2019. május 20. 20:15 | Ausztria | 3–4 (sz.) (2–1, 0–2, 1–0) (h.u.: 0–0) (sz.: 0–1) | Olaszország | Ondrej Nepela Jégcsarnok, Pozsony Nézőszám: 9085 |

| Jegyzőkönyv | Jegyzőkönyv   | Jegyzőkönyv                                          | Jegyzőkönyv     | Jegyzőkönyv                                                                  |
| --- | ------------- | ---------------------------------------------------- | --------------- | ---------------------------------------------------------------------------- |
| | David Kickert | Kapusok                                              | Andreas Bernard | Játékvezetők: Jan Hribik Jeremy Tufts Vonalbírók: Gleb Lazarev Jiří Ondráček |
| \| \| 0–1 \| 09:59 – Bardaro (Trivellato) \| \| Ganahl (Unterweger) – 11:25 \| 1–1 \| \| \| M. Raffl (Hofer, Unterweger) – 16:08 \| 2–1 \| \| \| \| 2–2 \| 34:35 – S. Kostner (Miceli) \| \| \| 2–3 \| 38:57 – Rosa (Ramoser) \| \| M. Raffl (Hofer) – 41:45 \| 3–3 \| \| |               |                                                      |                 | Játékvezetők: Jan Hribik Jeremy Tufts Vonalbírók: Gleb Lazarev Jiří Ondráček |
| Ganahl Komarek M. Raffl Heinrich Rauchenwald Komarek Schneider | Szétlövés     | McMonagle Bardaro Miceli Hofer Rosa Miceli McMonagle |                 | Játékvezetők: Jan Hribik Jeremy Tufts Vonalbírók: Gleb Lazarev Jiří Ondráček |
| 4 perc | Büntetések    | 6 perc                                               |                 | Játékvezetők: Jan Hribik Jeremy Tufts Vonalbírók: Gleb Lazarev Jiří Ondráček |
| 41 | Lövések       | 23                                                   |                 | Játékvezetők: Jan Hribik Jeremy Tufts Vonalbírók: Gleb Lazarev Jiří Ondráček |
| | 0–1           | 09:59 – Bardaro (Trivellato)                         |                 | Játékvezetők: Jan Hribik Jeremy Tufts Vonalbírók: Gleb Lazarev Jiří Ondráček |
| Ganahl (Unterweger) – 11:25 | 1–1           |                                                      |                 | Játékvezetők: Jan Hribik Jeremy Tufts Vonalbírók: Gleb Lazarev Jiří Ondráček |
| M. Raffl (Hofer, Unterweger) – 16:08 | 2–1           |                                                      |                 |                                                                              |
| | 2–2           | 34:35 – S. Kostner (Miceli)                          |                 |                                                                              |
| | 2–3           | 38:57 – Rosa (Ramoser)                               |                 |                                                                              |
| M. Raffl (Hofer) – 41:45 | 3–3           |                                                      |                 |                                                                              |

| 2019. május 21. 12:15 | Csehország | 5–4 (1–1, 3–1, 1–2) | Svájc | Ondrej Nepela Jégcsarnok, Pozsony Nézőszám: 9085 |

| Jegyzőkönyv | Jegyzőkönyv     | Jegyzőkönyv                             | Jegyzőkönyv             | Jegyzőkönyv                                                                         |
| --- | --------------- | --------------------------------------- | ----------------------- | ----------------------------------------------------------------------------------- |
| | Patrik Bartošák | Kapusok                                 | Reto Berra Robert Mayer | Játékvezetők: Tobias Bjork Jevgenyij Romasko Vonalbírók: Dmitri Golyak Brian Oliver |
| \| \| 0–1 \| 02:13 – Frick (Martschini, Scherwey) \| \| Voráček (Kovář, Frolík) (PP) – 12:21 \| 1–1 \| \| \| Simon (Voráček, Hronek) – 20:38 \| 2–1 \| \| \| Frolík (Voráček, Simon) – 26:20 \| 3–1 \| \| \| \| 3–2 \| 26:49 – Scherwey (Martschini, Kurashev) \| \| Kubalík (Simon) – 28:27 \| 4–2 \| \| \| \| 4–3 \| 41:47 – Scherwey (Weber, Martschini) \| \| \| 4–4 \| 56:19 – Niederreiter (Josi, Hischier) \| \| Rutta (EN) – 58:33 \| 5–4 \| \| |                 |                                         |                         | Játékvezetők: Tobias Bjork Jevgenyij Romasko Vonalbírók: Dmitri Golyak Brian Oliver |
| 14 perc | Büntetések      | 14 perc                                 |                         | Játékvezetők: Tobias Bjork Jevgenyij Romasko Vonalbírók: Dmitri Golyak Brian Oliver |
| 26 | Lövések         | 40                                      |                         | Játékvezetők: Tobias Bjork Jevgenyij Romasko Vonalbírók: Dmitri Golyak Brian Oliver |
| | 0–1             | 02:13 – Frick (Martschini, Scherwey)    |                         | Játékvezetők: Tobias Bjork Jevgenyij Romasko Vonalbírók: Dmitri Golyak Brian Oliver |
| Voráček (Kovář, Frolík) (PP) – 12:21 | 1–1             |                                         |                         | Játékvezetők: Tobias Bjork Jevgenyij Romasko Vonalbírók: Dmitri Golyak Brian Oliver |
| Simon (Voráček, Hronek) – 20:38 | 2–1             |                                         |                         | Játékvezetők: Tobias Bjork Jevgenyij Romasko Vonalbírók: Dmitri Golyak Brian Oliver |
| Frolík (Voráček, Simon) – 26:20 | 3–1             |                                         |                         |                                                                                     |
| | 3–2             | 26:49 – Scherwey (Martschini, Kurashev) |                         |                                                                                     |
| Kubalík (Simon) – 28:27 | 4–2             |                                         |                         |                                                                                     |
| | 4–3             | 41:47 – Scherwey (Weber, Martschini)    |                         |                                                                                     |
| | 4–4             | 56:19 – Niederreiter (Josi, Hischier)   |                         |                                                                                     |
| Rutta (EN) – 58:33 | 5–4             |                                         |                         |                                                                                     |

| 2019. május 21. 16:15 | Norvégia | 1–4 (1–0, 0–1, 0–3) | Lettország | Ondrej Nepela Jégcsarnok, Pozsony Nézőszám: 8965 |

| Jegyzőkönyv | Jegyzőkönyv      | Jegyzőkönyv                              | Jegyzőkönyv      | Jegyzőkönyv                                                                            |
| --- | ---------------- | ---------------------------------------- | ---------------- | -------------------------------------------------------------------------------------- |
| | Henrik Haukeland | Kapusok                                  | Elvis Merzļikins | Játékvezetők: Manuel Nikolic Aleksi Rantala Vonalbírók: Gleb Lazarev Andreas Malmqvist |
| \| Lindström (Holøs, Martinsen) (PP) – 15:18 \| 1–0 \| \| \| \| 1–1 \| 22:43 – Indrašis (Balcers, Bļugers) (PP) \| \| \| 1–2 \| 46:59 – Jaks (Balinskis, Indrašis) \| \| \| 1–3 \| 47:55 – Marenis (Kulda, Balcers) \| \| \| 1–4 \| 54:13 – Ķēniņš (Indrašis) \| |                  |                                          |                  | Játékvezetők: Manuel Nikolic Aleksi Rantala Vonalbírók: Gleb Lazarev Andreas Malmqvist |
| 4 perc | Büntetések       | 6 perc                                   |                  | Játékvezetők: Manuel Nikolic Aleksi Rantala Vonalbírók: Gleb Lazarev Andreas Malmqvist |
| 20 | Lövések          | 38                                       |                  | Játékvezetők: Manuel Nikolic Aleksi Rantala Vonalbírók: Gleb Lazarev Andreas Malmqvist |
| Lindström (Holøs, Martinsen) (PP) – 15:18 | 1–0              |                                          |                  | Játékvezetők: Manuel Nikolic Aleksi Rantala Vonalbírók: Gleb Lazarev Andreas Malmqvist |
| | 1–1              | 22:43 – Indrašis (Balcers, Bļugers) (PP) |                  | Játékvezetők: Manuel Nikolic Aleksi Rantala Vonalbírók: Gleb Lazarev Andreas Malmqvist |
| | 1–2              | 46:59 – Jaks (Balinskis, Indrašis)       |                  | Játékvezetők: Manuel Nikolic Aleksi Rantala Vonalbírók: Gleb Lazarev Andreas Malmqvist |
| | 1–3              | 47:55 – Marenis (Kulda, Balcers)         |                  |                                                                                        |
| | 1–4              | 54:13 – Ķēniņš (Indrašis)                |                  |                                                                                        |

| 2019. május 21. 20:15 | Svédország | 4–7 (1–0, 0–6, 3–1) | Oroszország | Ondrej Nepela Jégcsarnok, Pozsony Nézőszám: 9085 |

| Jegyzőkönyv | Jegyzőkönyv     | Jegyzőkönyv                             | Jegyzőkönyv        | Jegyzőkönyv                                                                    |
| --- | --------------- | --------------------------------------- | ------------------ | ------------------------------------------------------------------------------ |
| | Jacob Markström | Kapusok                                 | Andrei Vasilevskiy | Játékvezetők: Oliver Gouin Jan Hribik Vonalbírók: Dustin McCrank Jiří Ondráček |
| \| Landeskog (M. Pettersson, E. Pettersson) – 07:32 \| 1–0 \| \| \| \| 1–1 \| 20:57 – Anyiszimov (Guszev, Kucserov) \| \| \| 1–2 \| 24:10 – Dadonov (Szergacsov, Kuznyecov) \| \| \| 1–3 \| 28:52 – Ovecskin (Malkin, Hafizullin) \| \| \| 1–4 \| 34:39 – Kaprizov \| \| \| 1–5 \| 37:17 – Grigorenko \| \| \| 1–6 \| 37:47 – Malkin (Zadorov, Dadonov) \| \| Nylander (Wennberg) – 52:02 \| 2–6 \| \| \| \| 2–7 \| 52:57 – Orlov (Barabanov, Telegin) \| \| Ekman-Larsson (E. Pettersson) – 56:22 \| 3–7 \| \| \| Klingberg (Ekman-Larsson, Nylander) (PP) – 58:49 \| 4–7 \| \| |                 |                                         |                    | Játékvezetők: Oliver Gouin Jan Hribik Vonalbírók: Dustin McCrank Jiří Ondráček |
| 12 perc | Büntetések      | 6 perc                                  |                    | Játékvezetők: Oliver Gouin Jan Hribik Vonalbírók: Dustin McCrank Jiří Ondráček |
| 37 | Lövések         | 34                                      |                    | Játékvezetők: Oliver Gouin Jan Hribik Vonalbírók: Dustin McCrank Jiří Ondráček |
| Landeskog (M. Pettersson, E. Pettersson) – 07:32 | 1–0             |                                         |                    | Játékvezetők: Oliver Gouin Jan Hribik Vonalbírók: Dustin McCrank Jiří Ondráček |
| | 1–1             | 20:57 – Anyiszimov (Guszev, Kucserov)   |                    | Játékvezetők: Oliver Gouin Jan Hribik Vonalbírók: Dustin McCrank Jiří Ondráček |
| | 1–2             | 24:10 – Dadonov (Szergacsov, Kuznyecov) |                    | Játékvezetők: Oliver Gouin Jan Hribik Vonalbírók: Dustin McCrank Jiří Ondráček |
| | 1–3             | 28:52 – Ovecskin (Malkin, Hafizullin)   |                    |                                                                                |
| | 1–4             | 34:39 – Kaprizov                        |                    |                                                                                |
| | 1–5             | 37:17 – Grigorenko                      |                    |                                                                                |
| | 1–6             | 37:47 – Malkin (Zadorov, Dadonov)       |                    |                                                                                |
| Nylander (Wennberg) – 52:02 | 2–6             |                                         |                    |                                                                                |
| | 2–7             | 52:57 – Orlov (Barabanov, Telegin)      |                    |                                                                                |
| Ekman-Larsson (E. Pettersson) – 56:22 | 3–7             |                                         |                    |                                                                                |
| Klingberg (Ekman-Larsson, Nylander) (PP) – 58:49 | 4–7             |                                         |                    |                                                                                |

## Egyenes kieséses szakasz
A negyeddöntőkben mindkét csoport első helyezettje a másik csoport negyedik helyezettjével, valamint mindkét csoport második helyezettje a másik csoport harmadik helyezettjével mérkőzött. A negyeddöntők után a csapatokat újra kiemelték a csoportköri eredményeik alapján. Az elődöntőben a csoportköri eredmények első kiemeltje a negyedik kiemelttel, a második kiemelt a harmadik kiemelttel játszott.
|  |              |                  |              |            |                   |             |               |               |               |  |       |       |       |
|  | Negyeddöntők | Negyeddöntők     | Negyeddöntők |            |                   | Elődöntők   | Elődöntők     | Elődöntők     |               |  | Döntő | Döntő | Döntő |
|  | Negyeddöntők | Negyeddöntők     | Negyeddöntők |            |                   | Elődöntők   | Elődöntők     | Elődöntők     |               |  | Döntő | Döntő | Döntő |
|  | május 23.    |                  |              |            |                   |             |               |               |               |  |       |       |       |
|  |              |                  |              |            |                   |             |               |               |               |  |       |       |       |
|  | A1           | Kanada (h.u.)    | 3            |            |                   |             |               |               |               |  |       |       |       |
|  | A1           | Kanada (h.u.)    | 3            | május 25.  |                   |             |               |               |               |  |       |       |       |
|  | B4           | Svájc            | 2            |            |                   |             |               |               |               |  |       |       |       |
|  | B4           | Svájc            | 2            | 2          | Kanada            | 5           |               |               |               |  |       |       |       |
|  | május 23.    |                  |              | 2          | Kanada            | 5           |               |               |               |  |       |       |       |
|  | 3            | Csehország       | 1            |            |                   |             |               |               |               |  |       |       |       |
|  | 3            | Csehország       | 1            | B2         | Csehország        | 5           |               |               |               |  |       |       |       |
|  |              |                  |              | B2         | Csehország        | 5           | május 26.     |               |               |  |       |       |       |
|  | A3           | Németország      | 1            |            |                   |             |               |               |               |  |       |       |       |
|  | A3           | Németország      | 1            | Kanada     | Kanada            | 1           |               |               |               |  |       |       |       |
|  | május 23.    |                  |              | Kanada     | Kanada            | 1           |               |               |               |  |       |       |       |
|  |              |                  | Finnország   | Finnország | 3                 |             |               |               |               |  |       |       |       |
|  | B1           | Oroszország      | Finnország   | Finnország | 3                 | 4           |               |               |               |  |       |       |       |
|  | B1           | Oroszország      | május 25.    |            |                   | 4           |               |               |               |  |       |       |       |
|  | A4           | Egyesült Államok | 3            |            |                   |             |               |               |               |  |       |       |       |
|  | A4           | Egyesült Államok | 3            | 1          | Oroszország       | 0           | Bronzmérkőzés | Bronzmérkőzés | Bronzmérkőzés |  |       |       |       |
|  | május 23.    |                  |              | 1          | Oroszország       | 0           | Bronzmérkőzés | Bronzmérkőzés | Bronzmérkőzés |  |       |       |       |
|  | 4            | Finnország       | 1            |            |                   | május 26.   | május 26.     | május 26.     |               |  |       |       |       |
|  | 4            | Finnország       | 1            | A2         | Finnország (h.u.) | május 26.   | május 26.     | május 26.     | 5             |  |       |       |       |
|  |              |                  |              | A2         | Finnország (h.u.) | Oroszország | Oroszország   | 3             | 5             |  |       |       |       |
|  | B3           | Svédország       | 4            |            |                   | Oroszország | Oroszország   | 3             |               |  |       |       |       |
|  | B3           | Svédország       | 4            | Csehország | Csehország        | 2           |               |               |               |  |       |       |       |
|  |              |                  |              | Csehország | Csehország        | 2           |               |               |               |  |       |       |       |

### Negyeddöntők
| 2019. május 23. 16:15 | Kanada | 3–2 (h.u.) (0–1, 1–1, 1–0) (h.u.: 1–0) | Svájc | Steel Aréna, Kassa Nézőszám: 6157 |

| Jegyzőkönyv | Jegyzőkönyv | Jegyzőkönyv                                      | Jegyzőkönyv     | Jegyzőkönyv                                                                           |
| --- | ----------- | ------------------------------------------------ | --------------- | ------------------------------------------------------------------------------------- |
| | Matt Murray | Kapusok                                          | Leonardo Genoni | Játékvezetők: Martin Fraňo Aleksi Rantala Vonalbírók: Miroslav Lhotský Hannu Sormunen |
| \| \| 0–1 \| 18:06 – Andrighetto (Diaz, Fiala) (PP) \| \| Stone (Fabbro, Dubois) – 25:45 \| 1–1 \| \| \| \| 1–2 \| 39:57 – Hischier (Martschini, Niederreiter) (PP) \| \| Severson (Stone) (EA) – 59:59 \| 2–2 \| \| \| Stone (Dubois, Theodore) – 65:07 \| 3–2 \| \| |             |                                                  |                 | Játékvezetők: Martin Fraňo Aleksi Rantala Vonalbírók: Miroslav Lhotský Hannu Sormunen |
| 6 perc | Büntetések  | 2 perc                                           |                 | Játékvezetők: Martin Fraňo Aleksi Rantala Vonalbírók: Miroslav Lhotský Hannu Sormunen |
| 42 | Lövések     | 24                                               |                 | Játékvezetők: Martin Fraňo Aleksi Rantala Vonalbírók: Miroslav Lhotský Hannu Sormunen |
| | 0–1         | 18:06 – Andrighetto (Diaz, Fiala) (PP)           |                 | Játékvezetők: Martin Fraňo Aleksi Rantala Vonalbírók: Miroslav Lhotský Hannu Sormunen |
| Stone (Fabbro, Dubois) – 25:45 | 1–1         |                                                  |                 | Játékvezetők: Martin Fraňo Aleksi Rantala Vonalbírók: Miroslav Lhotský Hannu Sormunen |
| | 1–2         | 39:57 – Hischier (Martschini, Niederreiter) (PP) |                 | Játékvezetők: Martin Fraňo Aleksi Rantala Vonalbírók: Miroslav Lhotský Hannu Sormunen |
| Severson (Stone) (EA) – 59:59 | 2–2         |                                                  |                 |                                                                                       |
| Stone (Dubois, Theodore) – 65:07 | 3–2         |                                                  |                 |                                                                                       |

| 2019. május 23. 16:15 | Oroszország | 4–3 (2–0, 0–1, 2–2) | Egyesült Államok | Ondrej Nepela Jégcsarnok, Pozsony Nézőszám: 9085 |

| Jegyzőkönyv | Jegyzőkönyv          | Jegyzőkönyv                              | Jegyzőkönyv    | Jegyzőkönyv                                                                         |
| --- | -------------------- | ---------------------------------------- | -------------- | ----------------------------------------------------------------------------------- |
| | Andrej Vaszilevszkij | Kapusok                                  | Cory Schneider | Játékvezetők: Tobias Bjork Oliver Gouin Vonalbírók: Andreas Malmqvist Jiří Ondráček |
| \| Guszev (Szergacsov, Kucserov) – 01:07 \| 1–0 \| \| \| Szergacsov (Guszev) (PP) – 15:47 \| 2–0 \| \| \| \| 2–1 \| 22:22 – Skjei (Kane, Gaudreau) \| \| Kaprizov (Guszev, Szergacsov) – 41:31 \| 3–1 \| \| \| \| 3–2 \| 45:53 – Hanifin (J. Hughes) \| \| Grigorenko (Malkin, Dadonov) – 47:02 \| 4–2 \| \| \| \| 4–3 \| 57:10 – DeBrincat (Kane, J. Hughes) (EA) \| |                      |                                          |                | Játékvezetők: Tobias Bjork Oliver Gouin Vonalbírók: Andreas Malmqvist Jiří Ondráček |
| 2 perc | Büntetések           | 2 perc                                   |                | Játékvezetők: Tobias Bjork Oliver Gouin Vonalbírók: Andreas Malmqvist Jiří Ondráček |
| 43 | Lövések              | 32                                       |                | Játékvezetők: Tobias Bjork Oliver Gouin Vonalbírók: Andreas Malmqvist Jiří Ondráček |
| Guszev (Szergacsov, Kucserov) – 01:07 | 1–0                  |                                          |                | Játékvezetők: Tobias Bjork Oliver Gouin Vonalbírók: Andreas Malmqvist Jiří Ondráček |
| Szergacsov (Guszev) (PP) – 15:47 | 2–0                  |                                          |                | Játékvezetők: Tobias Bjork Oliver Gouin Vonalbírók: Andreas Malmqvist Jiří Ondráček |
| | 2–1                  | 22:22 – Skjei (Kane, Gaudreau)           |                | Játékvezetők: Tobias Bjork Oliver Gouin Vonalbírók: Andreas Malmqvist Jiří Ondráček |
| Kaprizov (Guszev, Szergacsov) – 41:31 | 3–1                  |                                          |                |                                                                                     |
| | 3–2                  | 45:53 – Hanifin (J. Hughes)              |                |                                                                                     |
| Grigorenko (Malkin, Dadonov) – 47:02 | 4–2                  |                                          |                |                                                                                     |
| | 4–3                  | 57:10 – DeBrincat (Kane, J. Hughes) (EA) |                |                                                                                     |

| 2019. május 23. 20:15 | Finnország | 5–4 (h.u.) (1–2, 2–2, 1–0) (h.u.: 1–0) | Svédország | Steel Aréna, Kassa Nézőszám: 6304 |

| Jegyzőkönyv | Jegyzőkönyv    | Jegyzőkönyv                                      | Jegyzőkönyv      | Jegyzőkönyv                                                                        |
| --- | -------------- | ------------------------------------------------ | ---------------- | ---------------------------------------------------------------------------------- |
| | Kevin Lankinen | Kapusok                                          | Henrik Lundqvist | Játékvezetők: Roman Gofman Brett Iverson Vonalbírók: William Hancock Dmitrij Sislo |
| \| Mikkola (Pesonen, Manninen) – 01:00 \| 1–0 \| \| \| \| 1–1 \| 02:38 – Klingberg (Nylander, Wennberg) (PP) \| \| \| 1–2 \| 16:57 – Hörnqvist (Ekman-Larsson, Larsson) \| \| \| 1–3 \| 20:25 – E. Pettersson (Landeskog, Ekman-Larsson) \| \| Lindbohm (Manninen, Pesonen) – 25:04 \| 2–3 \| \| \| Hakanpää (Manninen) – 29:08 \| 3–3 \| \| \| \| 3–4 \| 39:35 – Gustafsson (Landeskog, Ekman-Wennberg) \| \| Anttila (Ojamäki, Lehtonen) (EA) – 58:31 \| 4–4 \| \| \| Manninen (Lankinen) – 61:37 \| 5–4 \| \| |                |                                                  |                  | Játékvezetők: Roman Gofman Brett Iverson Vonalbírók: William Hancock Dmitrij Sislo |
| 4 perc | Büntetések     | 0 perc                                           |                  | Játékvezetők: Roman Gofman Brett Iverson Vonalbírók: William Hancock Dmitrij Sislo |
| 32 | Lövések        | 18                                               |                  | Játékvezetők: Roman Gofman Brett Iverson Vonalbírók: William Hancock Dmitrij Sislo |
| Mikkola (Pesonen, Manninen) – 01:00 | 1–0            |                                                  |                  | Játékvezetők: Roman Gofman Brett Iverson Vonalbírók: William Hancock Dmitrij Sislo |
| | 1–1            | 02:38 – Klingberg (Nylander, Wennberg) (PP)      |                  | Játékvezetők: Roman Gofman Brett Iverson Vonalbírók: William Hancock Dmitrij Sislo |
| | 1–2            | 16:57 – Hörnqvist (Ekman-Larsson, Larsson)       |                  | Játékvezetők: Roman Gofman Brett Iverson Vonalbírók: William Hancock Dmitrij Sislo |
| | 1–3            | 20:25 – E. Pettersson (Landeskog, Ekman-Larsson) |                  |                                                                                    |
| Lindbohm (Manninen, Pesonen) – 25:04 | 2–3            |                                                  |                  |                                                                                    |
| Hakanpää (Manninen) – 29:08 | 3–3            |                                                  |                  |                                                                                    |
| | 3–4            | 39:35 – Gustafsson (Landeskog, Ekman-Wennberg)   |                  |                                                                                    |
| Anttila (Ojamäki, Lehtonen) (EA) – 58:31 | 4–4            |                                                  |                  |                                                                                    |
| Manninen (Lankinen) – 61:37 | 5–4            |                                                  |                  |                                                                                    |

| 2019. május 23. 20:15 | Csehország | 5–1 (0–0, 1–1, 4–0) | Németország | Ondrej Nepela Jégcsarnok, Pozsony Nézőszám: 9085 |

| Jegyzőkönyv | Jegyzőkönyv     | Jegyzőkönyv             | Jegyzőkönyv      | Jegyzőkönyv                                                                        |
| --- | --------------- | ----------------------- | ---------------- | ---------------------------------------------------------------------------------- |
| | Patrik Bartošák | Kapusok                 | Philipp Grubauer | Játékvezetők: Linus Öhlund Jeremy Tufts Vonalbírók: Dmitri Golyak Lauri Nikulainen |
| \| Kovář – 33:41 \| 1–0 \| \| \| \| 1–1 \| 37:46 – Mauer (Tiffels) \| \| Voráček (Simon) – 44:19 \| 2–1 \| \| \| Kubalík (Kovář, Hronek) – 51:41 \| 3–1 \| \| \| Palát (Kolář) – 53:08 \| 4–1 \| \| \| Kovář (Moravčík) (EN) – 59:54 \| 5–1 \| \| |                 |                         |                  | Játékvezetők: Linus Öhlund Jeremy Tufts Vonalbírók: Dmitri Golyak Lauri Nikulainen |
| 6 perc | Büntetések      | 6 perc                  |                  | Játékvezetők: Linus Öhlund Jeremy Tufts Vonalbírók: Dmitri Golyak Lauri Nikulainen |
| 34 | Lövések         | 22                      |                  | Játékvezetők: Linus Öhlund Jeremy Tufts Vonalbírók: Dmitri Golyak Lauri Nikulainen |
| Kovář – 33:41 | 1–0             |                         |                  | Játékvezetők: Linus Öhlund Jeremy Tufts Vonalbírók: Dmitri Golyak Lauri Nikulainen |
| | 1–1             | 37:46 – Mauer (Tiffels) |                  | Játékvezetők: Linus Öhlund Jeremy Tufts Vonalbírók: Dmitri Golyak Lauri Nikulainen |
| Voráček (Simon) – 44:19 | 2–1             |                         |                  | Játékvezetők: Linus Öhlund Jeremy Tufts Vonalbírók: Dmitri Golyak Lauri Nikulainen |
| Kubalík (Kovář, Hronek) – 51:41 | 3–1             |                         |                  |                                                                                    |
| Palát (Kolář) – 53:08 | 4–1             |                         |                  |                                                                                    |
| Kovář (Moravčík) (EN) – 59:54 | 5–1             |                         |                  |                                                                                    |

### Elődöntők
| 2019. május 25. 15:15 | Oroszország | 0–1 (0–0, 0–0, 0–1) | Finnország | Ondrej Nepela Jégcsarnok, Pozsony Nézőszám: 9085 |

| Jegyzőkönyv                                            | Jegyzőkönyv          | Jegyzőkönyv                            | Jegyzőkönyv    | Jegyzőkönyv                                                                       |
| ------------------------------------------------------ | -------------------- | -------------------------------------- | -------------- | --------------------------------------------------------------------------------- |
|                                                        | Andrej Vaszilevszkij | Kapusok                                | Kevin Lankinen | Játékvezetők: Tobias Bjork Martin Fraňo Vonalbírók: Brian Oliver Nathan Vanoosten |
| \| \| 0–1 \| 50:18 – Anttila (Jokiharju, Kiviranta) \| |                      |                                        |                | Játékvezetők: Tobias Bjork Martin Fraňo Vonalbírók: Brian Oliver Nathan Vanoosten |
| 6 perc                                                 | Büntetések           | 4 perc                                 |                | Játékvezetők: Tobias Bjork Martin Fraňo Vonalbírók: Brian Oliver Nathan Vanoosten |
| 32                                                     | Lövések              | 29                                     |                | Játékvezetők: Tobias Bjork Martin Fraňo Vonalbírók: Brian Oliver Nathan Vanoosten |
|                                                        | 0–1                  | 50:18 – Anttila (Jokiharju, Kiviranta) |                | Játékvezetők: Tobias Bjork Martin Fraňo Vonalbírók: Brian Oliver Nathan Vanoosten |

| 2019. május 25. 19:15 | Kanada | 5–1 (1–0, 2–0, 2–1) | Csehország | Ondrej Nepela Jégcsarnok, Pozsony Nézőszám: 9085 |

| Jegyzőkönyv | Jegyzőkönyv | Jegyzőkönyv             | Jegyzőkönyv                    | Jegyzőkönyv                                                                        |
| --- | ----------- | ----------------------- | ------------------------------ | ---------------------------------------------------------------------------------- |
| | Matt Murray | Kapusok                 | Patrik Bartošák Pavel Francouz | Játékvezetők: Mikko Kaukokari Jeremy Tufts Vonalbírók: Gleb Lazarev Hannu Sormunen |
| \| Stone (Stecher) – 05:18 \| 1–0 \| \| \| Nurse (Couturier) – 20:10 \| 2–0 \| \| \| Dubois (Marchessault, Stone) – 25:06 \| 3–0 \| \| \| Turris (Mantha) – 46:26 \| 4–0 \| \| \| Chabot (Henrique, Strome) – 53:00 \| 5–0 \| \| \| \| 5–1 \| 53:59 – Zohorna (Kolář) \| |             |                         |                                | Játékvezetők: Mikko Kaukokari Jeremy Tufts Vonalbírók: Gleb Lazarev Hannu Sormunen |
| 12 perc | Büntetések  | 6 perc                  |                                | Játékvezetők: Mikko Kaukokari Jeremy Tufts Vonalbírók: Gleb Lazarev Hannu Sormunen |
| 30 | Lövések     | 41                      |                                | Játékvezetők: Mikko Kaukokari Jeremy Tufts Vonalbírók: Gleb Lazarev Hannu Sormunen |
| Stone (Stecher) – 05:18 | 1–0         |                         |                                | Játékvezetők: Mikko Kaukokari Jeremy Tufts Vonalbírók: Gleb Lazarev Hannu Sormunen |
| Nurse (Couturier) – 20:10 | 2–0         |                         |                                | Játékvezetők: Mikko Kaukokari Jeremy Tufts Vonalbírók: Gleb Lazarev Hannu Sormunen |
| Dubois (Marchessault, Stone) – 25:06 | 3–0         |                         |                                | Játékvezetők: Mikko Kaukokari Jeremy Tufts Vonalbírók: Gleb Lazarev Hannu Sormunen |
| Turris (Mantha) – 46:26 | 4–0         |                         |                                |                                                                                    |
| Chabot (Henrique, Strome) – 53:00 | 5–0         |                         |                                |                                                                                    |
| | 5–1         | 53:59 – Zohorna (Kolář) |                                |                                                                                    |

### Bronzmérkőzés
| 2019. május 26. 15:45 | Oroszország | 3–2 (sz.) (1–2, 1–0, 0–0) (h.u.: 0–0) (sz.: 1–0) | Csehország | Ondrej Nepela Jégcsarnok, Pozsony Nézőszám: 9085 |

| Jegyzőkönyv | Jegyzőkönyv          | Jegyzőkönyv                      | Jegyzőkönyv  | Jegyzőkönyv                                                                           |
| --- | -------------------- | -------------------------------- | ------------ | ------------------------------------------------------------------------------------- |
| | Andrej Vaszilevszkij | Kapusok                          | Šimon Hrubec | Játékvezetők: Oliver Gouin Mikko Kaukokari Vonalbírók: Andreas Malmqvist Brian Oliver |
| \| Grigorenko (Szergacsov) – 13:00 \| 1–0 \| \| \| \| 1–1 \| 13:41 – Řepík (Sklenička, Rutta) \| \| \| 1–2 \| 18:34 – Kubalík (Kovář, Gulaš) \| \| Anyiszimov (Guszev) – 20:39 \| 2–2 \| \| |                      |                                  |              | Játékvezetők: Oliver Gouin Mikko Kaukokari Vonalbírók: Andreas Malmqvist Brian Oliver |
| Kovalcsuk Kucserov Guszev | Szétlövés            | Vrána Kubalík Kovář Hronek       |              | Játékvezetők: Oliver Gouin Mikko Kaukokari Vonalbírók: Andreas Malmqvist Brian Oliver |
| 2 perc | Büntetések           | 4 perc                           |              | Játékvezetők: Oliver Gouin Mikko Kaukokari Vonalbírók: Andreas Malmqvist Brian Oliver |
| 31 | Lövések              | 50                               |              | Játékvezetők: Oliver Gouin Mikko Kaukokari Vonalbírók: Andreas Malmqvist Brian Oliver |
| Grigorenko (Szergacsov) – 13:00 | 1–0                  |                                  |              | Játékvezetők: Oliver Gouin Mikko Kaukokari Vonalbírók: Andreas Malmqvist Brian Oliver |
| | 1–1                  | 13:41 – Řepík (Sklenička, Rutta) |              | Játékvezetők: Oliver Gouin Mikko Kaukokari Vonalbírók: Andreas Malmqvist Brian Oliver |
| | 1–2                  | 18:34 – Kubalík (Kovář, Gulaš)   |              |                                                                                       |
| Anyiszimov (Guszev) – 20:39 | 2–2                  |                                  |              |                                                                                       |

### Döntő
| 2019. május 26. 20:15 | Kanada | 1–3 (1–0, 0–1, 0–2) | Finnország | Ondrej Nepela Jégcsarnok, Pozsony Nézőszám: 9085 |

| Jegyzőkönyv | Jegyzőkönyv | Jegyzőkönyv                              | Jegyzőkönyv    | Jegyzőkönyv                                                                       |
| --- | ----------- | ---------------------------------------- | -------------- | --------------------------------------------------------------------------------- |
| | Matt Murray | Kapusok                                  | Kevin Lankinen | Játékvezetők: Tobias Björk Jeremy Tufts Vonalbírók: Gleb Lazarev Miroslav Lhotský |
| \| Theodore (Mantha, McCann) – 10:02 \| 1–0 \| \| \| \| 1–1 \| 22:35 – Anttila (Manninen, Ojamäki) (PP) \| \| \| 1–2 \| 42:35 – Anttila (Savinainen) \| \| \| 1–3 \| 55:54 – Pesonen (Tyrväinen, Hakanpää) \| |             |                                          |                | Játékvezetők: Tobias Björk Jeremy Tufts Vonalbírók: Gleb Lazarev Miroslav Lhotský |
| 6 perc | Büntetések  | 8 perc                                   |                | Játékvezetők: Tobias Björk Jeremy Tufts Vonalbírók: Gleb Lazarev Miroslav Lhotský |
| 44 | Lövések     | 22                                       |                | Játékvezetők: Tobias Björk Jeremy Tufts Vonalbírók: Gleb Lazarev Miroslav Lhotský |
| Theodore (Mantha, McCann) – 10:02 | 1–0         |                                          |                | Játékvezetők: Tobias Björk Jeremy Tufts Vonalbírók: Gleb Lazarev Miroslav Lhotský |
| | 1–1         | 22:35 – Anttila (Manninen, Ojamäki) (PP) |                | Játékvezetők: Tobias Björk Jeremy Tufts Vonalbírók: Gleb Lazarev Miroslav Lhotský |
| | 1–2         | 42:35 – Anttila (Savinainen)             |                | Játékvezetők: Tobias Björk Jeremy Tufts Vonalbírók: Gleb Lazarev Miroslav Lhotský |
| | 1–3         | 55:54 – Pesonen (Tyrväinen, Hakanpää)    |                |                                                                                   |

| A 2019-es IIHF jégkorong-világbajnokság győztese |
| ------------------------------------------------ |
| · Finnország · 3. cím                            |

## Végeredmény és egyéni díjak

### Végeredmény
| Hely. | Cs | Csapat           | M  | Gy | HGy | HV | V | G+ | G– | Gk  | P  | Végeredmény              |
| ----- | -- | ---------------- | -- | -- | --- | -- | - | -- | -- | --- | -- | ------------------------ |
| 1.    | A  | Finnország       | 10 | 7  | 1   | 1  | 1 | 31 | 16 | +15 | 24 | Aranyérem                |
| 2.    | A  | Kanada           | 10 | 7  | 1   | 0  | 2 | 47 | 15 | +32 | 23 | Ezüstérem                |
| 3.    | B  | Oroszország      | 10 | 8  | 1   | 0  | 1 | 43 | 14 | +29 | 26 | Bronzérem                |
| 4.    | B  | Csehország       | 10 | 7  | 0   | 1  | 2 | 47 | 23 | +24 | 22 | Negyedik helyezett       |
|       |    |                  |    |    |     |    |   |    |    |     |    |                          |
| 5.    | B  | Svédország       | 8  | 5  | 0   | 1  | 2 | 45 | 26 | +19 | 16 | Kiesett a negyeddöntőben |
| 6.    | A  | Németország      | 8  | 5  | 0   | 0  | 3 | 19 | 23 | −4  | 15 | Kiesett a negyeddöntőben |
| 7.    | A  | Egyesült Államok | 8  | 4  | 1   | 0  | 3 | 30 | 19 | +11 | 14 | Kiesett a negyeddöntőben |
| 8.    | B  | Svájc            | 8  | 4  | 0   | 1  | 3 | 29 | 17 | +12 | 13 | Kiesett a negyeddöntőben |
|       |    |                  |    |    |     |    |   |    |    |     |    |                          |
| 9.    | A  | Szlovákia (R)    | 7  | 3  | 1   | 0  | 3 | 28 | 19 | +9  | 11 | Kiesett a csoportkörben  |
| 10.   | B  | Lettország       | 7  | 3  | 0   | 0  | 4 | 21 | 20 | +1  | 9  | Kiesett a csoportkörben  |
| 11.   | A  | Dánia            | 7  | 1  | 1   | 1  | 4 | 18 | 23 | −5  | 6  | Kiesett a csoportkörben  |
| 12.   | B  | Norvégia         | 7  | 2  | 0   | 0  | 5 | 19 | 33 | −14 | 6  | Kiesett a csoportkörben  |
| 13.   | A  | Nagy-Britannia   | 7  | 0  | 1   | 0  | 6 | 9  | 41 | −32 | 2  | Kiesett a csoportkörben  |
| 14.   | B  | Olaszország      | 7  | 0  | 1   | 0  | 6 | 5  | 48 | −43 | 2  | Kiesett a csoportkörben  |
|       |    |                  |    |    |     |    |   |    |    |     |    |                          |
| 15.   | A  | Franciaország    | 7  | 0  | 0   | 2  | 5 | 14 | 34 | −20 | 2  | Kiesett a divízió I A-ba |
| 16.   | B  | Ausztria         | 7  | 0  | 0   | 1  | 6 | 9  | 40 | −31 | 1  | Kiesett a divízió I A-ba |

### Kanadai táblázat
| Játékos          | MSz | G | A  | P  | +/− | B  |
| ---------------- | --- | - | -- | -- | --- | -- |
| William Nylander | 8   | 5 | 13 | 18 | +16 | 0  |
| Nyikita Kucserov | 10  | 6 | 10 | 16 | +11 | 4  |
| Nyikita Guszev   | 10  | 4 | 12 | 16 | +12 | 0  |
| Jakub Voráček    | 10  | 4 | 12 | 16 | +10 | 2  |
| Mark Stone       | 10  | 8 | 6  | 14 | +10 | 0  |
| Anthony Mantha   | 9   | 7 | 7  | 14 | +9  | 16 |
| Michael Frolík   | 10  | 7 | 7  | 14 | +8  | 2  |
| Dominik Kubalík  | 10  | 6 | 6  | 12 | +10 | 0  |
| Dominik Simon    | 10  | 4 | 8  | 12 | +10 | 2  |
| Patrick Kane     | 8   | 2 | 10 | 12 | 0   | 4  |

MSz = mérkőzések száma; G = gólok; A = gólpasszok; P = pontok; +/- = plusz–mínusz; B = büntetések percekben
Forrás: IIHF.com

### Legjobb kapusok
| Játékos              | JTI    | G  | ÁG   | L   | V%    | SO |
| -------------------- | ------ | -- | ---- | --- | ----- | -- |
| Andrej Vaszilevszkij | 488:02 | 13 | 1,60 | 240 | 94,58 | 2  |
| Kevin Lankinen       | 480:41 | 12 | 1,50 | 207 | 94,20 | 2  |
| Mathias Niederberger | 237:14 | 7  | 1,77 | 120 | 94,17 | 0  |
| Leonardo Genoni      | 241:30 | 8  | 1,99 | 129 | 93,80 | 0  |
| Sebastian Dahm       | 307:18 | 10 | 1,95 | 138 | 92,75 | 1  |

JTI = jégen töltött idő (perc:másodperc); G = kapott gólok; ÁG = átlagosan kapott gólok; L = lövések; V% = védett lövések százalékban; SO = shutout
Forrás: IIHF.com

### Legjobb játékosok
- legjobb kapus:  Andrej Vaszilevszkij
- legjobb védő:  Filip Hronek
- legjobb támadó:  Nyikita Kucserov

Forrás: IIHF.com

### All-star csapat
- kapus:  Andrej Vaszilevszkij
- védők:  Filip Hronek /  Mikko Lehtonen
- támadók:  Mark Stone /  William Nylander /  Jakub Voráček

Forrás: IIHF.com